# Carotte
Daucus carota subsp. sativus · Carotte cultivée
Cet article concerne principalement les aspects horticoles et alimentaires des carottes cultivées. Pour les aspects botaniques et taxonomiques, voir Daucus carota. Pour les autres sens, voir Carotte (homonymie).
Sous-espèce
La carotte (Daucus carota subsp. sativus) est une plante à fleurs bisannuelle, largement cultivée pour sa racine pivotante charnue, comestible, de couleur généralement orangée, consommée comme légume. C'est l'une des sous-espèces de l'espèce Daucus carota, de la famille des Apiacées (aussi appelées Ombellifères). La carotte représente, après la pomme de terre, le principal légume-racine cultivé dans le monde. C'est une racine riche en carotène.

## Noms vulgaires et vernaculaires
Le nom « carotte » est un emprunt savant au latin Carotta, qui ne remonte qu'au XVIe siècle, avec une première attestation en 1508. En français régional ou patois, la carotte est également parfois appelée « Faux-chervis », « Girouille », « Racine », « Racine jaune », « Pastonade » (et ses dérivés « Pastounade », « Ponstinade », « Pastanade », de « Panais », qui a aussi désigné la Carotte). Le nom « Carotte » peut également s'appliquer à de nombreuses autres plantes, et a désigné aux XIXe siècle et XXe siècle, surtout en Lyonnais, Dauphiné et Savoie, la Betterave.
Au XIXe siècle, le nom seul carotte se rattache tout autant à la sous-espèce Daucus carota subsp. sativus qu'à l'espèce Daucus carota elle-même,,,, ainsi qu'à la sous-espèce commutatus (Paol.) Thell., 1926,, et à l'espèce Daucus muricatus (L.) L.. Par conséquent le nom « Carotte cultivée » est celui recommandé pour Daucus carota subsp. sativus,. Le nom « Carotte potagère » s'appliquerait en revanche à l'espèce selon la Base de données des plantes vasculaires du Canada.

## Taxinomie
Le premier à donner un nom scientifique à la Carotte cultivée est le naturaliste allemand Georg Franz Hoffmann en 1791, qui la considère comme une variété de Daucus carota, sous le basionyme Daucus carota var. sativus. Ce taxon est révisé en 1834 par Gustav Schübler et Georg Matthias von Martens, allemands également, qui qualifient la Carotte cultivée de sous-espèce, sous le nom trinominal Daucus carota subsp. sativus. D'autres auteurs l'ont élevée au rang d'espèce, sous les noms Carota sativa, Carota sylvestris, Daucus carota ou Daucus sativus. Le nom correct est néanmoins Daucus carota subsp. sativus.

### Synonymes
Daucus carota subsp. sativus (Hoffm.) Schübl. & Martens a pour synonymes :
- Carota sativa Rupr., 1860[1]
- Carota sylvestris Rupr., 1869[1]
- Daucus carota subsp. carota 'Sativus'[1]
- Daucus carota subsp. sativus (DC.) Thell.[1]
- Daucus carota subsp. sativus (Hoffm.) Arcang., 1882[1],[14]
- Daucus carota var. sativus DC., 1830 (nom. illeg. hom.)[1]
- Daucus carota var. sativus Hoffm., 1791[1],[14]
- Daucus carota Mill., 1768[1]
- Daucus sativus (Hoffm.) Hort. ex Pass., 1852[1]
- Daucus sativus (Hoffm.) Röhl.[14]

### Variétés
La carotte cultivée appartient à la sous-espèce Daucus carota subsp. sativus. Celle-ci comprend deux variétés reconnues :
- Daucus carota subsp. sativus var. sativus, la Carotte de l'Ouest ; cette variété est la plus cultivée dans le monde, sauf en Asie ; elle se caractérise par des organes de réserve orange, jaunes ou blancs et par des feuilles vert-jaune fortement découpées[15] ;
- Daucus carota subsp. sativus var. atrorubens, la Carotte de l'Est ; cette variété est le plus communément cultivée en Asie ; elle se caractérise par des organes de réserve pourpres ou jaunes, exceptionnellement jaunâtres ou jaune orangé et par des feuilles vert glauque relativement peu découpées[15].

## Description
La carotte cultivée est une plante herbacée annuelle ou bisannuelle, à longue racine pivotante, le plus souvent blanchâtre ou orange, épaisse et allongée, charnue, douce et comestible. La tige haute de 30 à 80 cm est rigide et couverte de poils raides.
Les feuilles radicales sont en rosette à la base, ressemblant à celles de la Carotte sauvage mais un peu plus larges dans leur pourtour. Les feuilles caulinaires couvertes de poils sont profondément découpées en segments allongés, deux ou trois fois divisées en lanières élargies vers le milieu, aiguës au sommet, glauques, et dégagent une odeur aromatique de carotte. Elles sont nettement triangulaires, leurs lobes un peu élargis au milieu, se rapprochant de la forme rhomboïdale, moins finement disséquées que chez la carotte sauvage.
Les fleurs blanches, de petite taille, sont regroupées en ombelles d'ombellules, inflorescence typique de la famille. Ces ombelles ont de 20 à 30 rayons qui sont généralement incurvés vers le sommet et pourvus à leur base d'un involucre de bractées divisées en segments allongés ; chaque rayon porte une ombellule accompagnée d'un involucelle de courtes bractées. Les ombellules réunissent de petites fleurs blanches, avec parfois une fleur centrale stérile rouge pourpre foncé, relativement plus grande, ce qui distingue ces ombelles de carottes au premier coup d'œil. Les fleurs extérieures ont des pétales inégaux, ceux situés vers l'extérieur relativement plus grands attirent les insectes pollinisateurs. Pendant la floraison, qui a lieu de mai à octobre, les ombelles sont fortement convexes.
Les ombelles très grandes, les pédoncules fortement élargis au sommet et les glochides plus nombreuses rapprochent la carotte cultivée de la Grande Carotte (Daucus carota subsp. maximus). Les fleurs sont néanmoins plus petites.
Les fruits sont des diakènes incurvés, formés de deux graines striées aromatiques. Ces graines épineuses portent des côtes munies de huit à dix aiguillons qui permettent aux graines de s'accrocher aux animaux et d'être ainsi disséminées (épizoochorie). Elles sont petites, brun verdâtre ou grises, convexes d'un côté, aplaties de l'autre. Il faut compter 700 à 800 graines par gramme. La faculté germinative est d'environ quatre ans.
La partie supérieure du tubercule charnu provient de l'hypocotyle, c'est-à-dire le tissu embryonnaire situé entre la vraie racine et la vraie tige, et la partie inférieure provient de la racine séminale. Par conséquent, le légume appelé Carotte n'est pas à proprement parler une racine, car sa partie supérieure n'en est pas une.

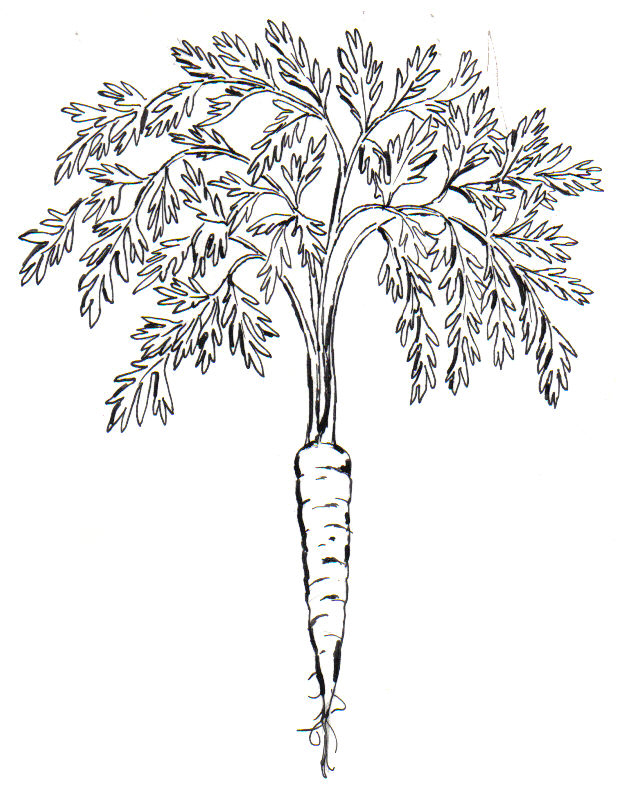
Illustration d'une carotte.
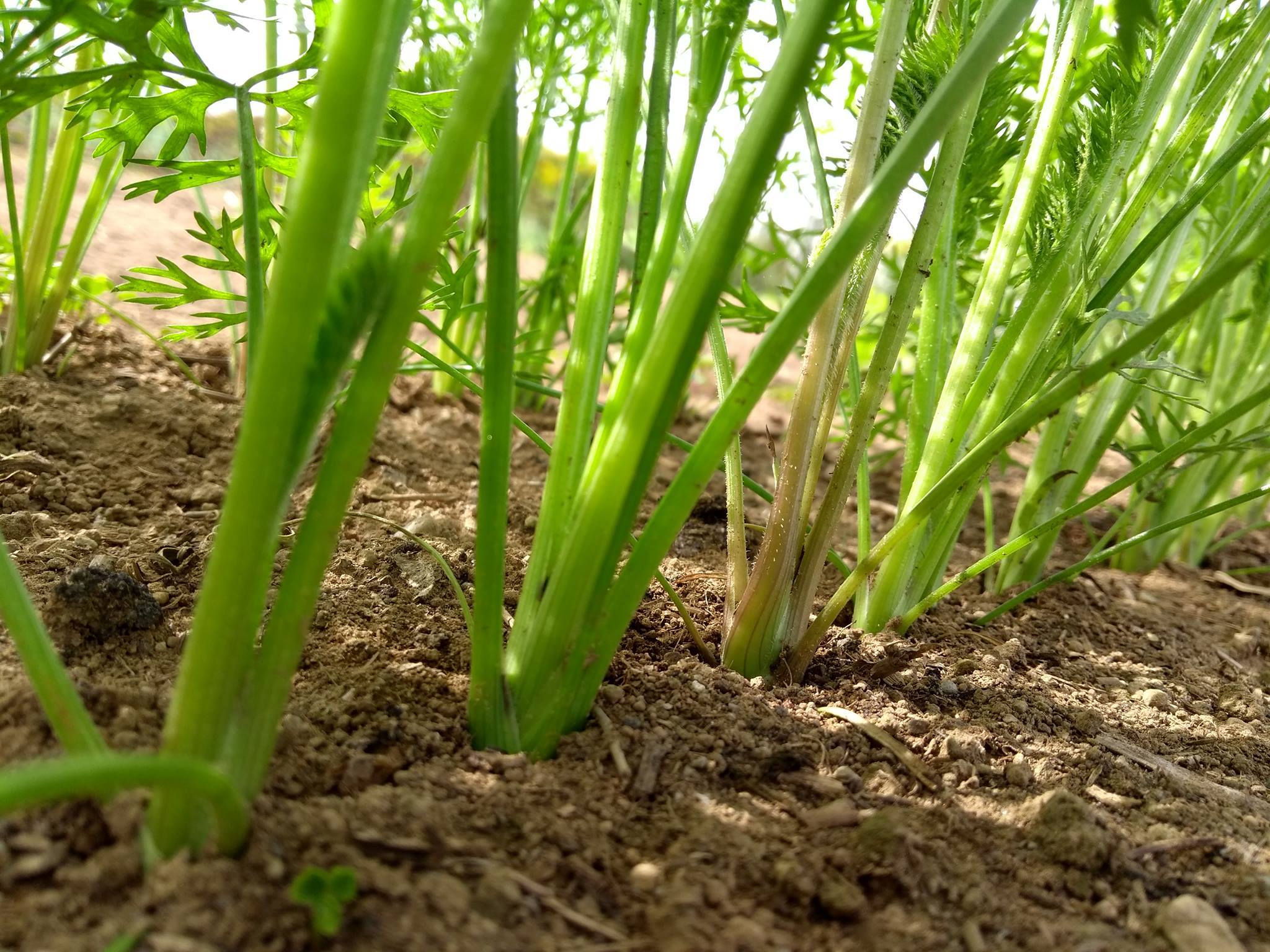
Bases des pétioles.
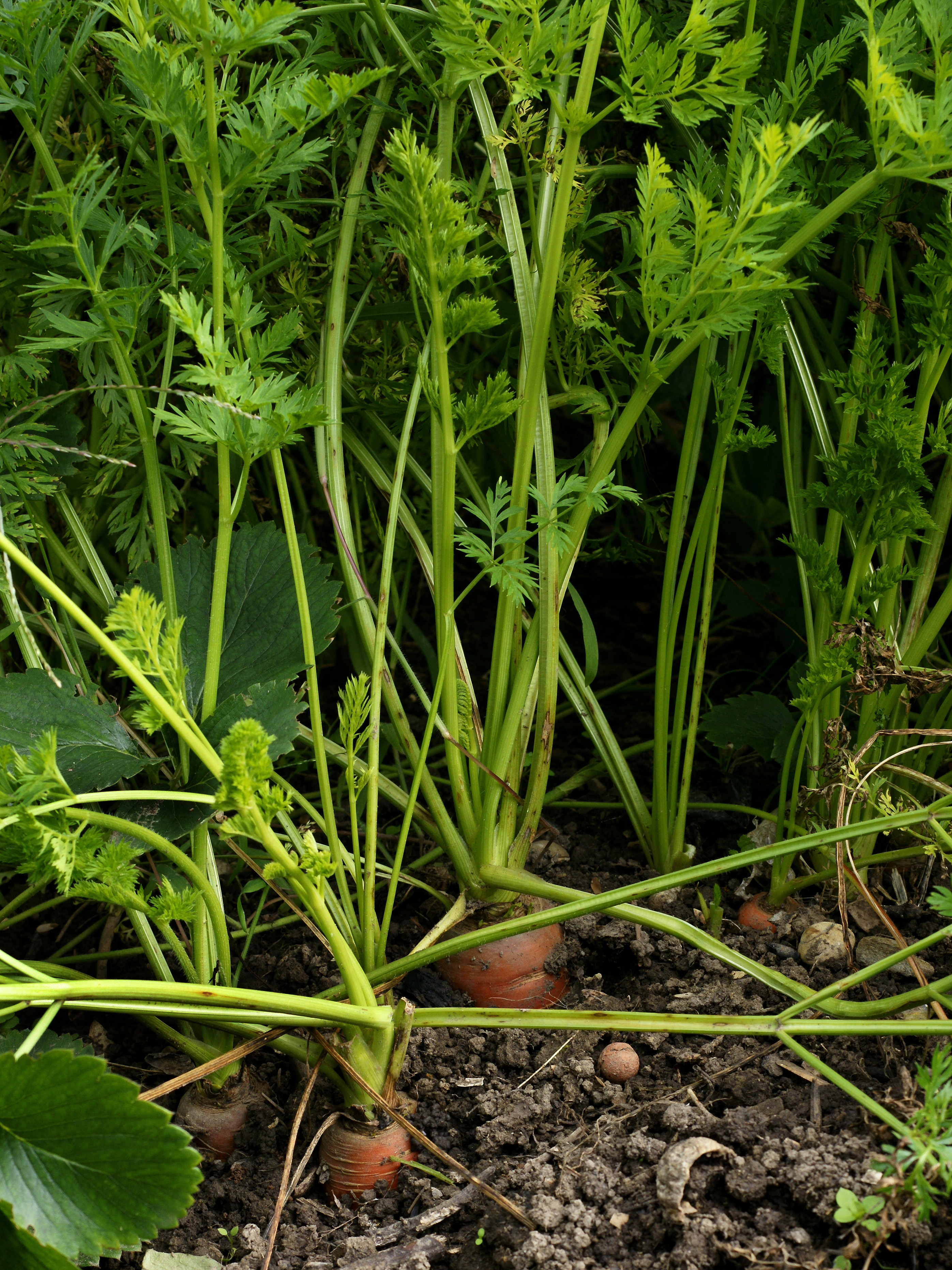
Feuillages.
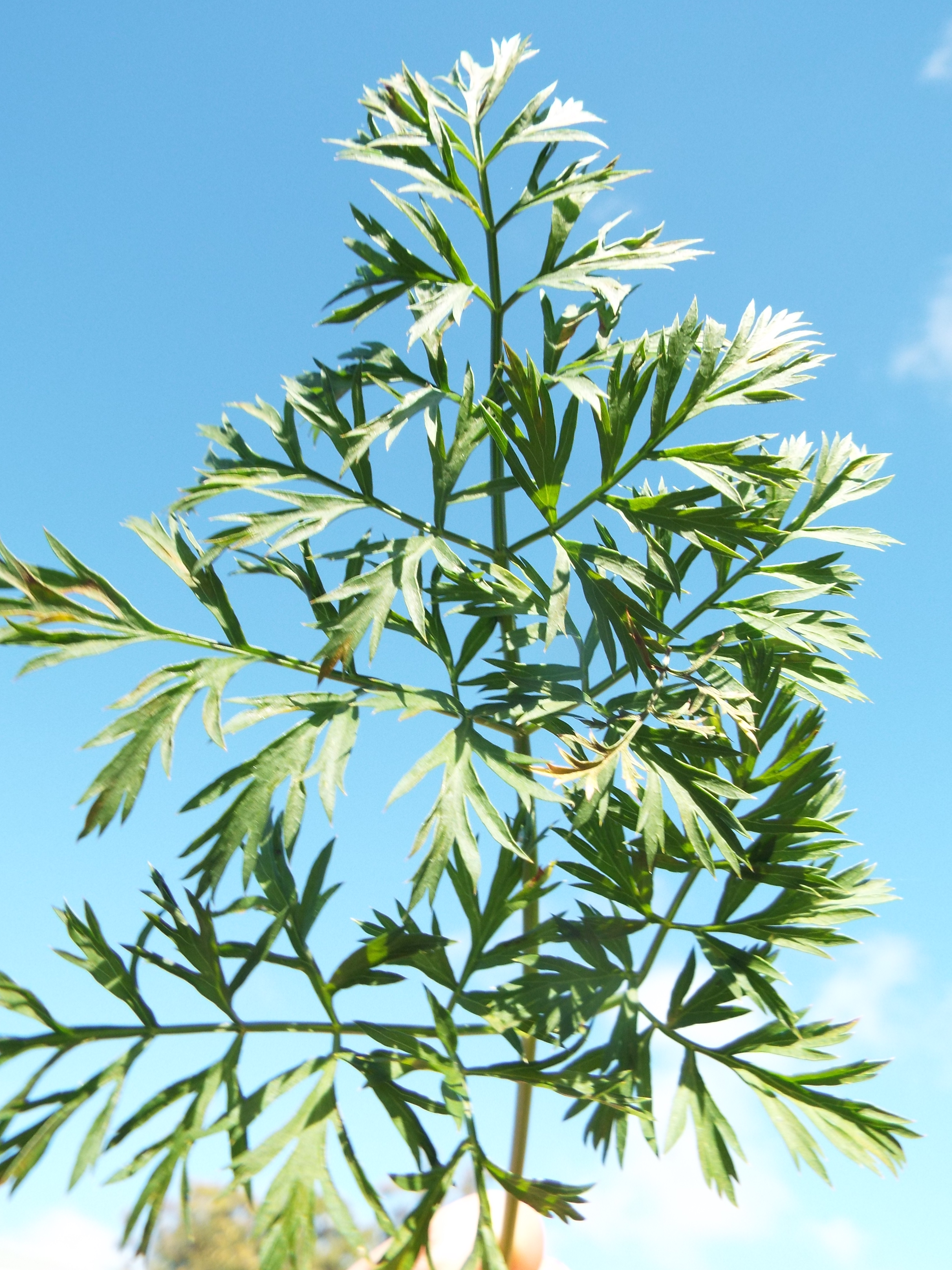
Feuille (face supérieure).
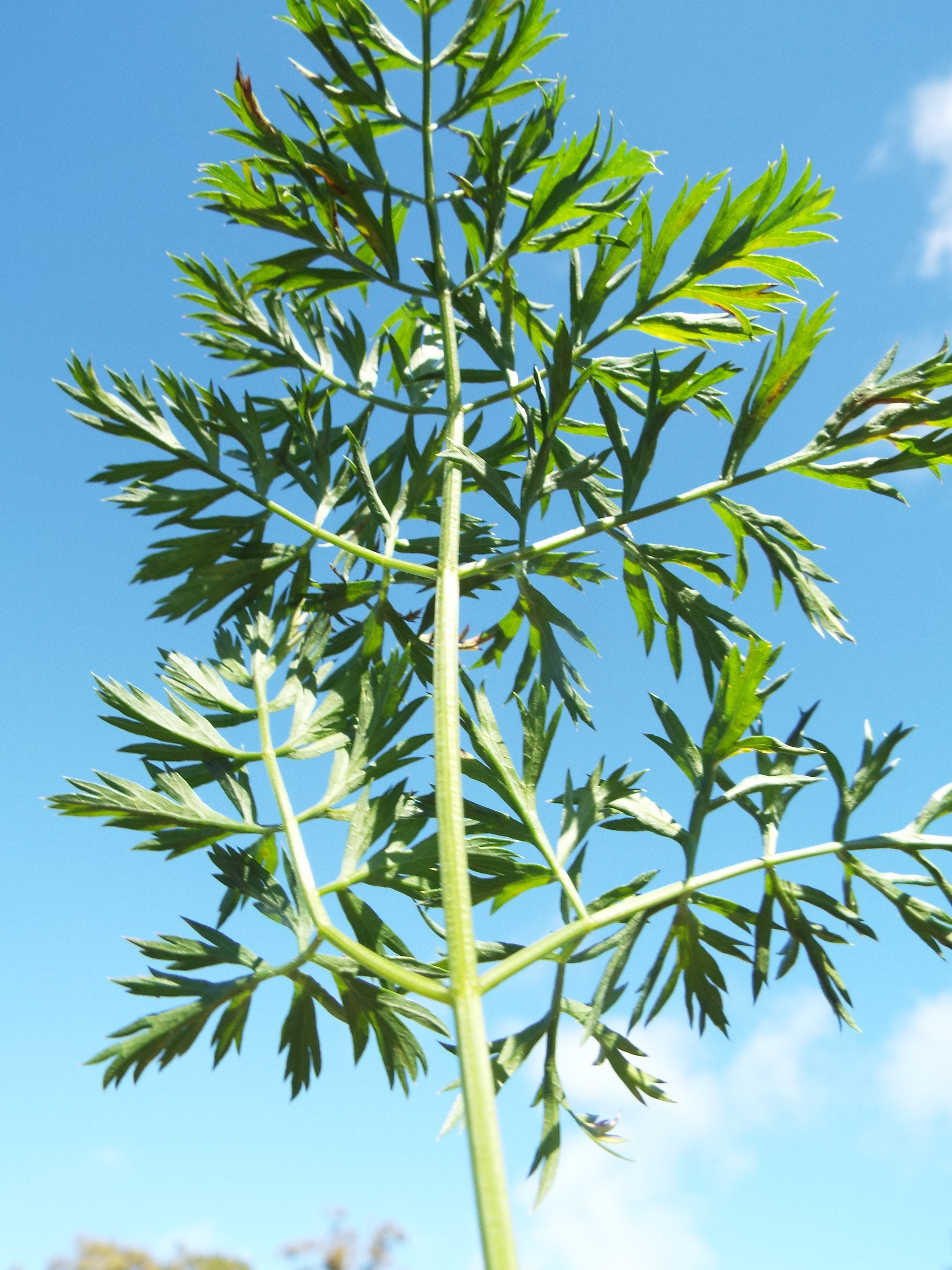
Feuille (face inférieure).
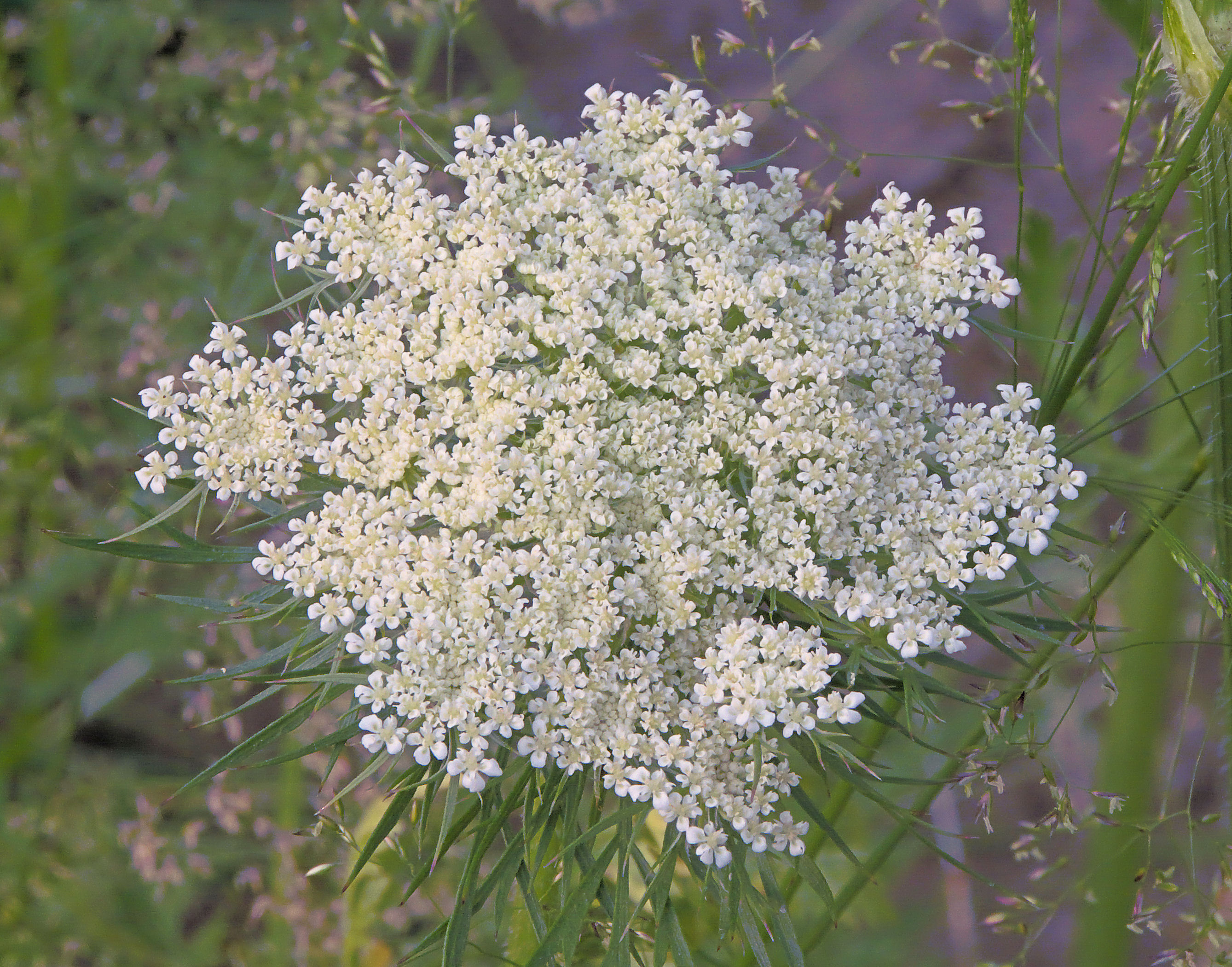
Ombelle.
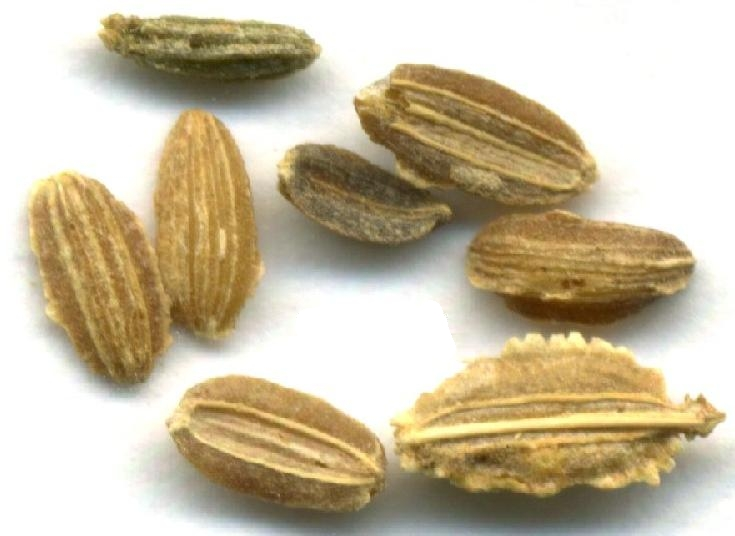
Graines.

## Histoire

### Origine, domestication et distribution

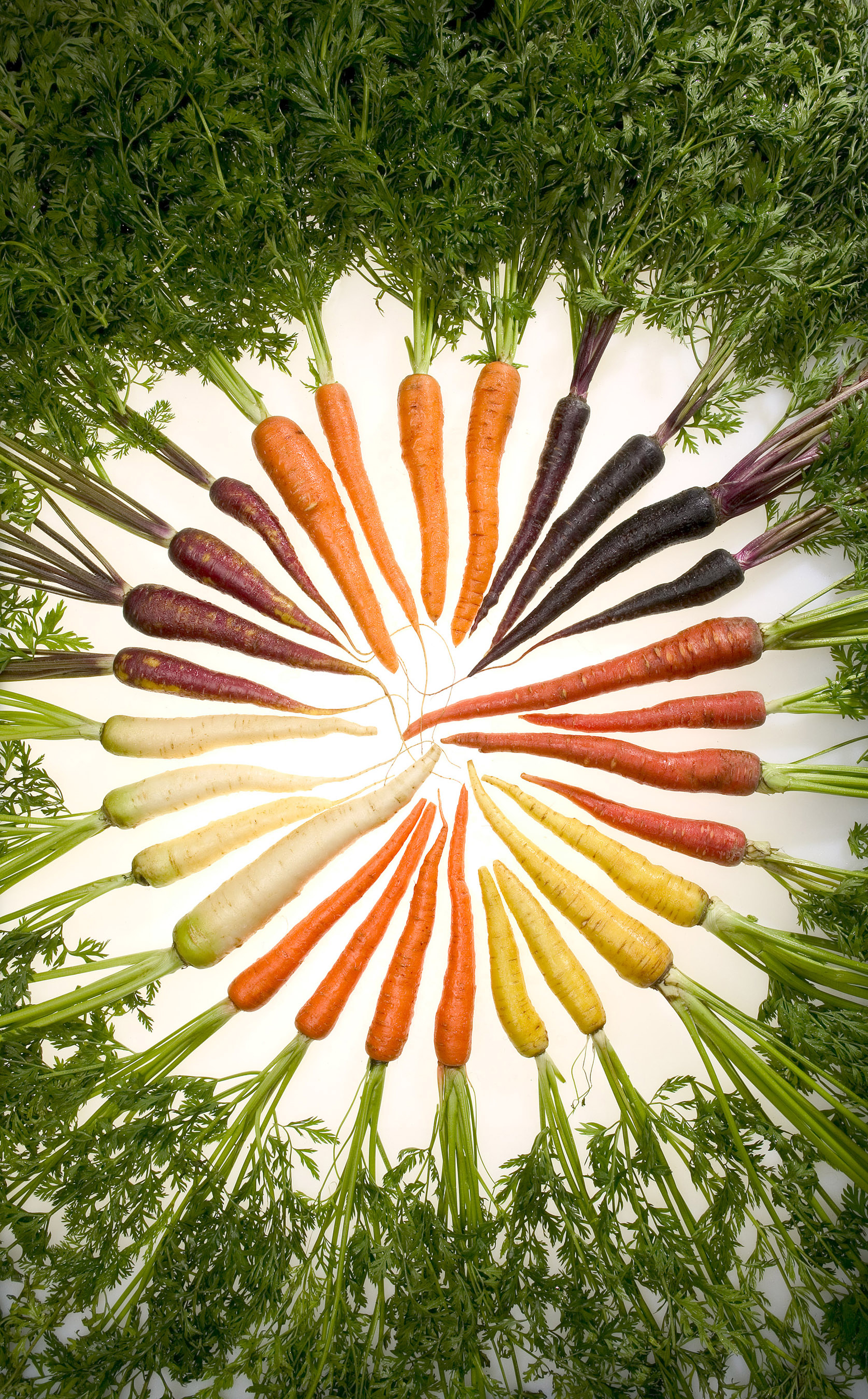
Différentes couleurs de carottes.

L'époque et la ou les régions géographiques d'origine de la Carotte cultivée ne sont pas clairement identifiées. Vavilov propose en 1929 l'Asie mineure et les régions d'Asie centrale. Comme le montre la présence de graines de carotte dans les habitations humaines préhistoriques datant de 4 000 à 5 000 ans, les graines de carotte sauvage pouvaient être utilisées à des fins médicinales ou comme épice,. La carotte a été cultivée et utilisée de façon similaire aux carottes modernes en Afghanistan, en Iran, en Irak et peut-être en Anatolie à partir du Xe siècle. Les premières racines de carottes domestiquées étaient violettes et jaunes et ont été enregistrées en Asie centrale, en Asie mineure, puis en Europe occidentale et finalement en Angleterre entre les XIe siècle et XVe siècle. Les carottes orange n'ont pas été bien documentées avant les XVe siècle et XVIe siècle en Europe, ce qui indique que l'accumulation de caroténoïdes orange peut avoir résulté d'un événement de domestication secondaire,.
On peut distinguer deux grandes variétés de carottes : la carotte de l'Est (généralement jaune ou violette) et la carotte de l'Ouest (initialement blanche) ; les circonstances de leur domestication font débat chez les spécialistes. La carotte de l'Est aurait été domestiquée au Xe siècle et peut-être plus tôt en Asie centrale, dans ce qui est l'Afghanistan actuel. Cette variété est introduite en Espagne musulmane avant le XIIe siècle. Les carottes de l'Est, encore présentes aujourd'hui, sont souvent violettes ou jaunes et ont parfois une racine branchée. La couleur violette est due à la présence d'anthocyanes.
La carotte de l'Ouest était probablement connue dans la Rome antique, bien qu'il soit possible que ses mentions écrites, notamment par l'Art Culinaire d'Apicius sous le nom carota, ou picturales, notamment à Herculanum, désignent en fait des panais.
La carotte fait partie des plantes dont la culture est recommandée dans les domaines royaux par Charlemagne dans le capitulaire De Villis (fin du VIIIe ou début du IXe siècle).

### Les premières carottes orange

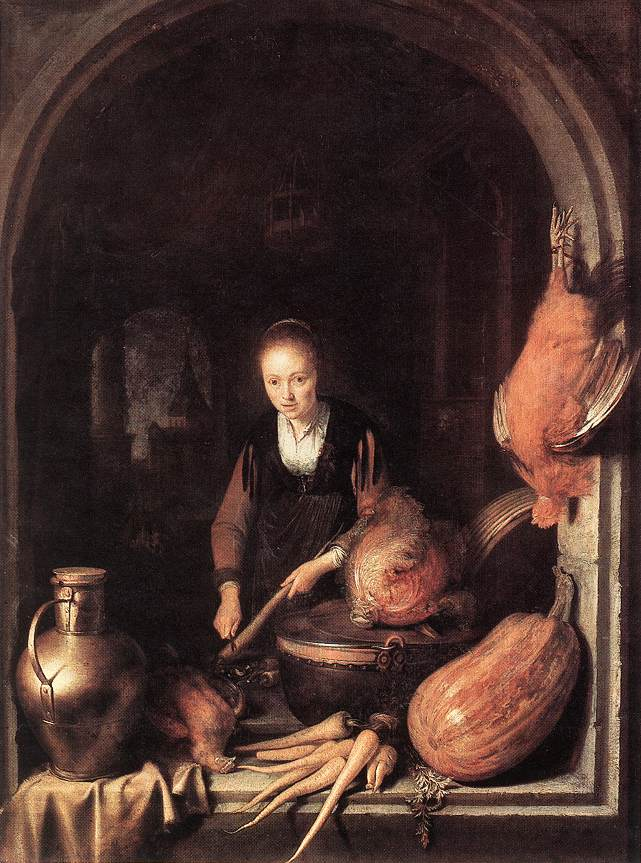
L'Épluchage des carottes, huile sur toile de Gerrit Dou (1660) : un exemple de nature morte montrant des carottes orange, antérieur à la première mention écrite connue de celles-ci.

La carotte orange est apparue à la suite de culture sélective à la Renaissance, au XVIIe siècle, en Hollande. C'est la première carotte charnue, dite « carotte longue orange ». Sa première représentation dans la peinture flamande remonte à 1618, tandis que la première mention écrite de carottes orange date de 1721 ; le choix de la couleur — la couleur carotte — probablement obtenue par croisement de variétés blanches ou jaunes avec des carottes de Syrie de couleur rouge, est un hommage des horticulteurs locaux à la maison d'Orange-Nassau ; plus tendre et plus sucrée, elle a éclipsé les autres variétés, au point de les faire apparaitre comme des nouveautés lors de leur récent retour sur les marchés. Les nouvelles carottes s'imposent d'abord dans le Nord de l'Europe puis en Amérique, mais ne gagnent la France qu'au XIXe siècle.
Plusieurs hypothèses sont avancées pour expliquer l'origine des carottes orange. Vilmorin conclut en 1859 que les carottes orange sont sélectionnées en Europe directement à partir de carottes sauvages. Selon Albert Thellung (1927), la Carotte orange est issue du croisement entre les sous-espèces carota et maximus. Deux caractères ne sont pas intermédiaires entre ceux des parents supposés, à savoir la racine charnue et les petites fleurs. Cependant, selon Thellung, « un fort développement des organes souterrains et une réduction de la fertilité sexuelle sont souvent des caractères secondaires et accessoires des hybrides ». Banga en 1957 estime que les carottes orange sont sélectionnées à partir de carottes cultivées jaunes. Heywood en 1983 avance au contraire que les carottes orange sont des hybrides entre des carottes cultivées européennes et des carottes sauvages. Aucune de ces hypothèses n'est alors fondée sur une analyse génétique, mais plutôt sur des interprétations taxonomiques, des documents historiques et la répartition géographique de la carotte sauvage et de la carotte cultivée orange. Une étude phylogénétique de 2013 montre finalement que la couleur orange de la racine a été sélectionnée parmi les carottes jaunes domestiquées, ce qui valide la thèse de Banga.

## Culture

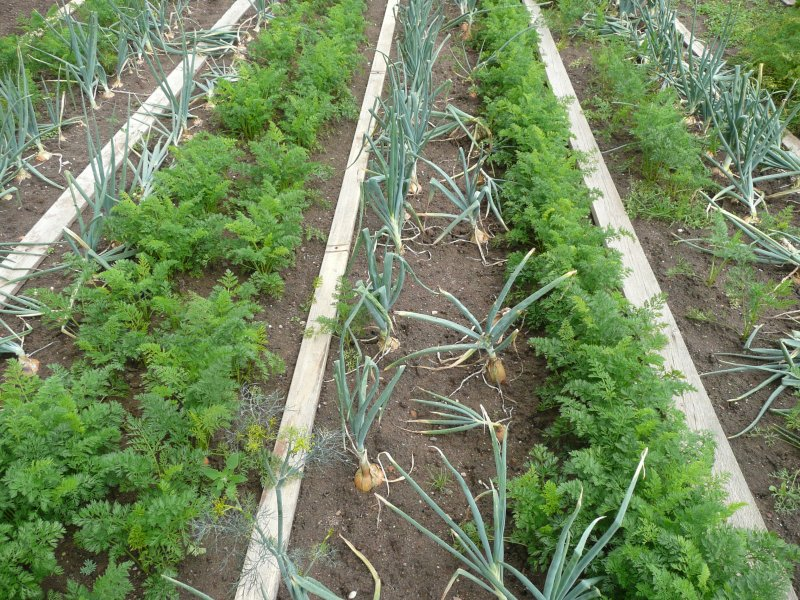
Plantation de carottes associées à des oignons.

### Multiplication
Comme beaucoup de plantes à racine pivotante, les carottes ne se repiquent pas : elles doivent être semées en place, avec un semis clairsemé (un semis clair, ou clairsemé, consiste à laisser entre les graines un espace suffisant à la croissance ultérieure de chacun des plants). Les semis peuvent être effectués « à la volée » ou en ligne . Il est conseillé de semer les graines de carottes à 1 centimètre de profondeur maximum. Les plantes surnuméraires devront, une fois la croissance établie, être arrachées afin d'« éclaircir » la zone de culture. Les graines germent sur une période de deux semaines. S'il se forme une croûte superficielle sur le sol, la germination est compromise.
Si des carottes sauvages sont à proximité de carottes cultivées montées en fleur, elles peuvent se croiser naturellement.

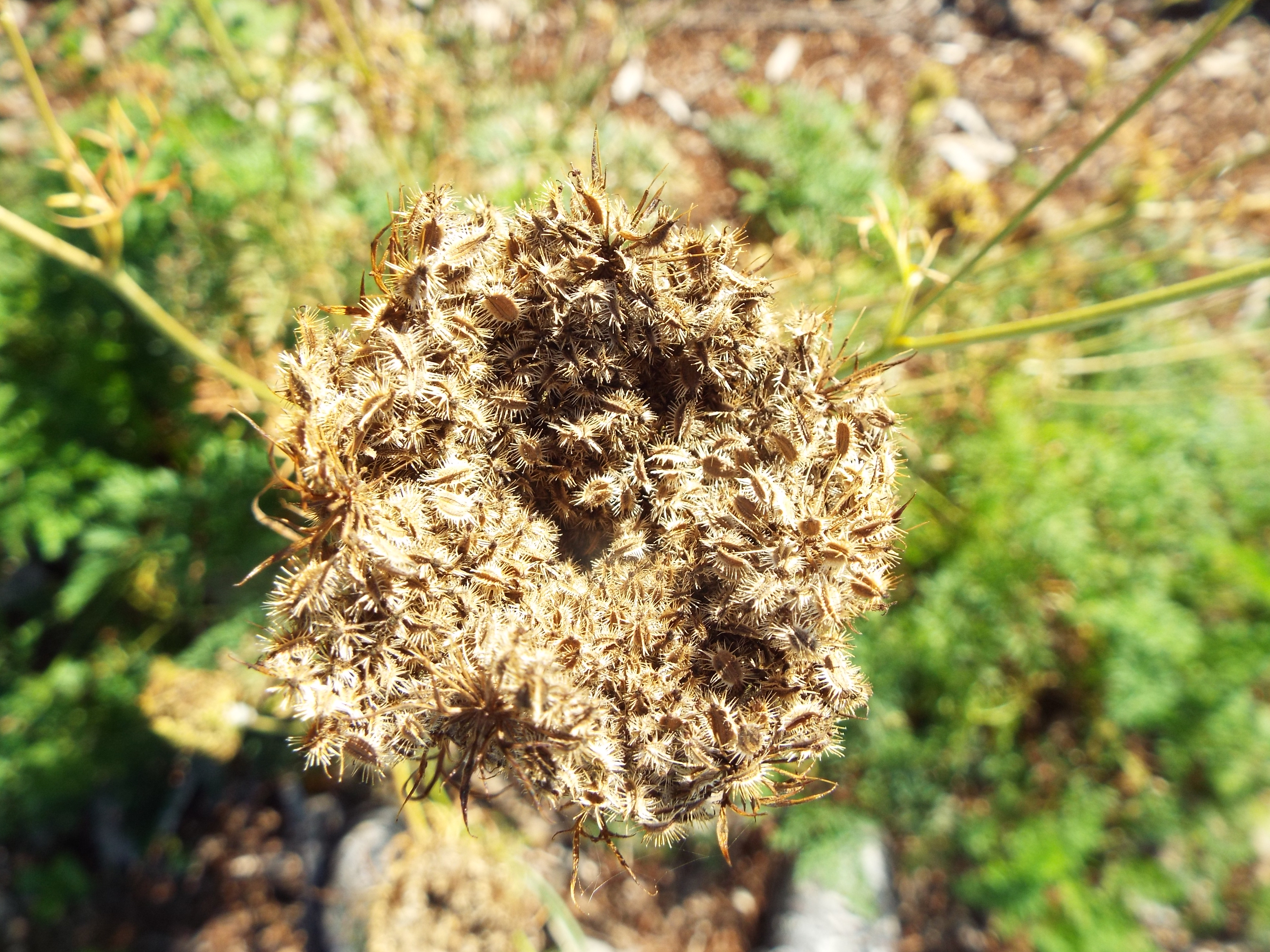
Forme en nid d'oiseau.

La grappe de fruits de la carotte est en forme de nid d'oiseau. Elle dispose d'un mécanisme de dispersion des graines remarquable. Les tiges en sont hygroscopiques, de sorte que, lorsqu'il fait sec et que les conditions sont favorables à la dispersion des graines, elles se courbent vers l'extérieur, exposant ainsi les fruits au vent et aux animaux. Par temps humide, elles se replient vers l'intérieur et reprennent leur forme de nid caractéristique qui protège les graines.

### Exigences
La culture des carottes demande un sol profond, meuble, fertile et léger, permettant un drainage naturel. L'absence de cailloux, graviers, mottes et autres obstacles est nécessaire pour éviter que les carottes fourchent. Le sol idéal est sablonneux, bien drainé ou tourbeux, mais les carottes peuvent pousser sur sol lourd si elles sont cultivées en conséquence. Elles tolèrent par ailleurs un large intervalle de pH.
La carotte est adaptée à un climat frais et à une longue saison de croissance, sans extrêmes de températures ou d'humidité. La température moyenne optimale est entre 16 et 21 °C. Les températures élevées sont préjudiciables en début de saison et les températures continuellement élevées en fin de saison peuvent réduire le rendement, retarder la croissance et donner une saveur forte à la carotte. Une température inférieure à 16 °C retarde sa croissance et la température du sol pour la germination doit être au moins 4,4 °C avant l'ensemencement. La carotte ne tolère pas la sécheresse, et les pluies bien distribuées ou l'irrigation lui sont bénéfiques.

### Récolte, conditionnement et conservation
Trois catégories de carottes sont cultivées : la première est destinée à la consommation en frais, décolletées ou non, la deuxième à la transformation, la troisième est celle des mini-carottes. En grande culture les carottes fraîches sont récoltées à la machine, en une seule opération, qui dégage, soulève par les fanes et décollette les racines. Les racines abîmées et malformées sont éliminées, de façon à prévenir deux graves maladies des carottes entreposées, la pourriture molle bactérienne et la pourriture molle Sclerotinia. Les carottes peuvent être entassées dans des compartiments d'une hauteur maximale de 3 m, si elles sont protégées par un système de ventilation dynamique. Après la récolte, les racines doivent être refroidies très rapidement à 0 °C et maintenues à cette température et à un taux d'humidité relative de 98 %. Les carottes peuvent être conservées ainsi pendant 6 à 9 mois. Elles peuvent être entreposées dans la même pièce que d'autres racines alimentaires telles que betteraves, navets et rutabagas, avec des conditions d'entreposage semblables. Il est par contre déconseillé d'entreposer les carottes avec des fruits ou légumes qui, comme les bananes, pourraient produire de l'éthylène en quantité, celui-ci pouvant communiquer un goût amer aux carottes.

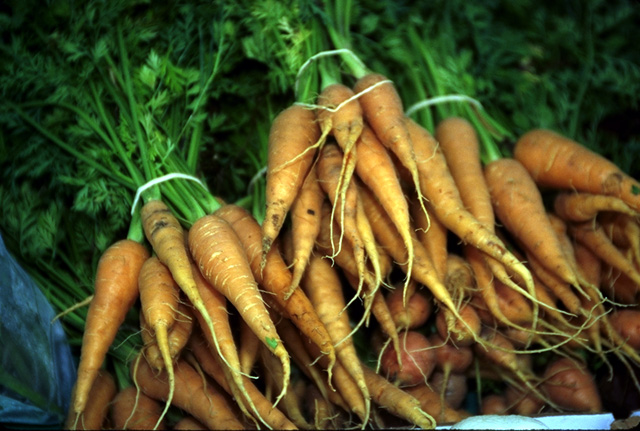
Carottes bottelées avec leurs fanes.

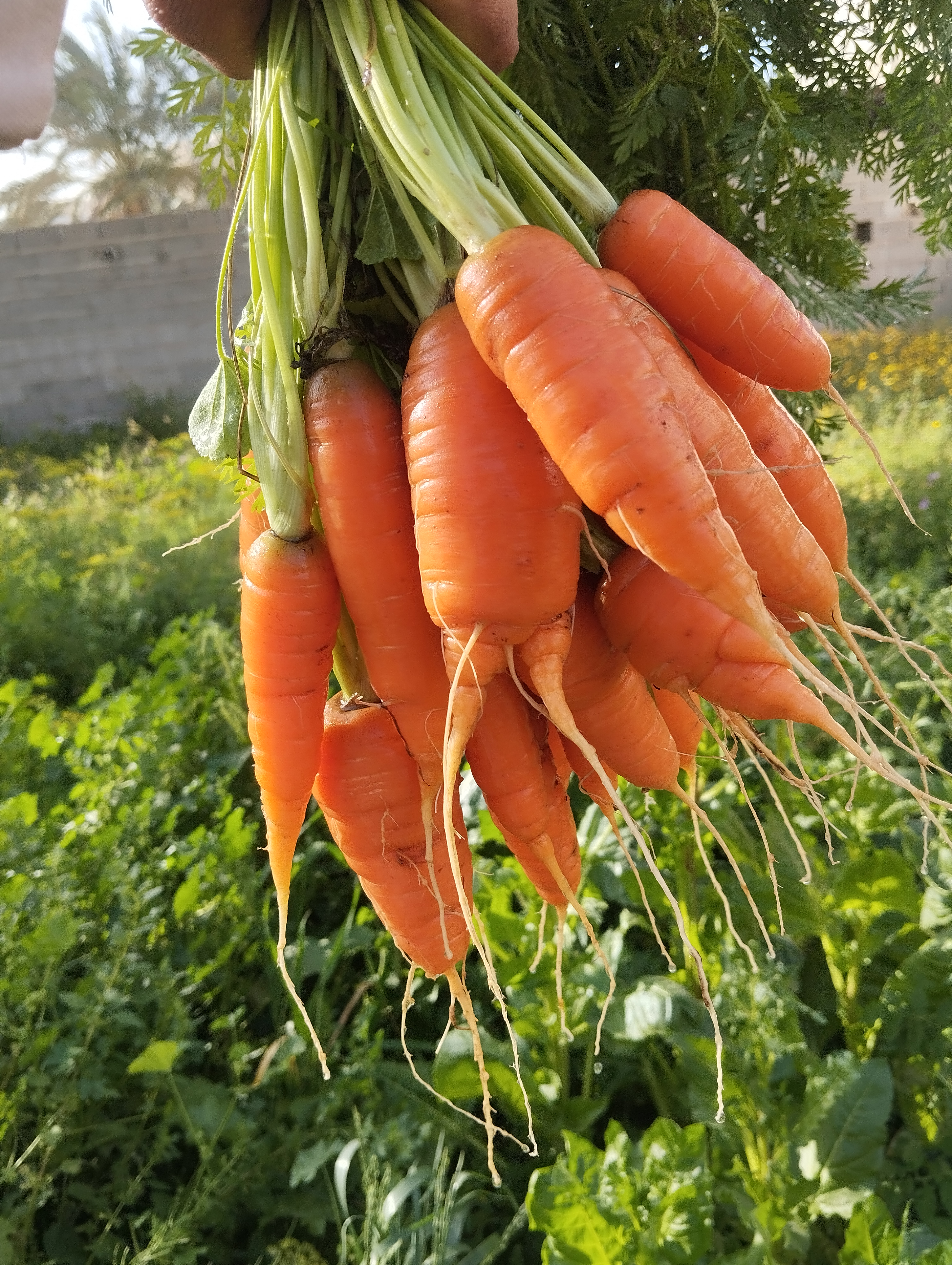
Carottes récoltées et bien lavées.

Les carottes vendues avec leurs fanes sont arrachées à la main, bottelées, puis expédiées aux stations légumières, où elles sont lavées, refroidies dans l'eau glacée, emballées dans des cartons imperméables, avant un glaçage direct sur le chargement, puis sont immédiatement expédiées. Elles sont entreposées à une température de 0 °C et à un taux d'humidité relative de 95 %. Les carottes bottelées peuvent se conserver de dix jours à deux semaines à condition que leurs fanes ne soient pas serrées dans un espace trop étroit. Les carottes vendues fraîches sont souvent récoltées avant maturité, alors qu'elles sont encore tendres, tandis que les carottes destinées à être entreposées doivent, pour la récolte, parvenir à pleine maturité. Ces dernières sont moins exposées au noircissement des blessures par oxydation.
Les mini-carottes sont récoltées avec du matériel proche de celui utilisé pour la récolte des radis. Un dispositif de décolletage de la largeur des lignes coupe les fanes avant le déterrage des racines. Les carottes ainsi récoltées sont vendues fraîches ou bien sont transformées, pour la mise en conserve et la surgélation par exemple.
Pour les jardiniers amateurs, les carottes peuvent être également conservées à l'extérieur entre des couches de terre et de paille, dans un récipient à demi-enterré, ou dans une cave d'une humidité d'au moins 90 % et d'une température proche de 0 °C.
Il est également possible de lacto-fermenter les carottes, une pratique qu'on peut retrouver pour leurs conservations dans diverses zones, pour la préparations de Pickles, de Achards ou de tsukemono par exemple.

### Variétés cultivées
Plus de 970 variétés cultivées (ou cultivars) sont inscrites au catalogue européen des espèces et variétés et plus de 80 au catalogue français,
. Les principales variétés de carottes cultivées sont de taille (courte, demi-longue ou longue), de forme (cylindrique ou conique) et de couleur différentes (blanche, jaune, orange, rougeâtre, violette, etc.)
- Quelques variétés de carottes, illustrations de Vilmorin-Andrieux & Cie, Les plantes potagères : Description et culture des principaux légumes des climats tempérés, 1904

Quelques variétés de carottes, illustrations de
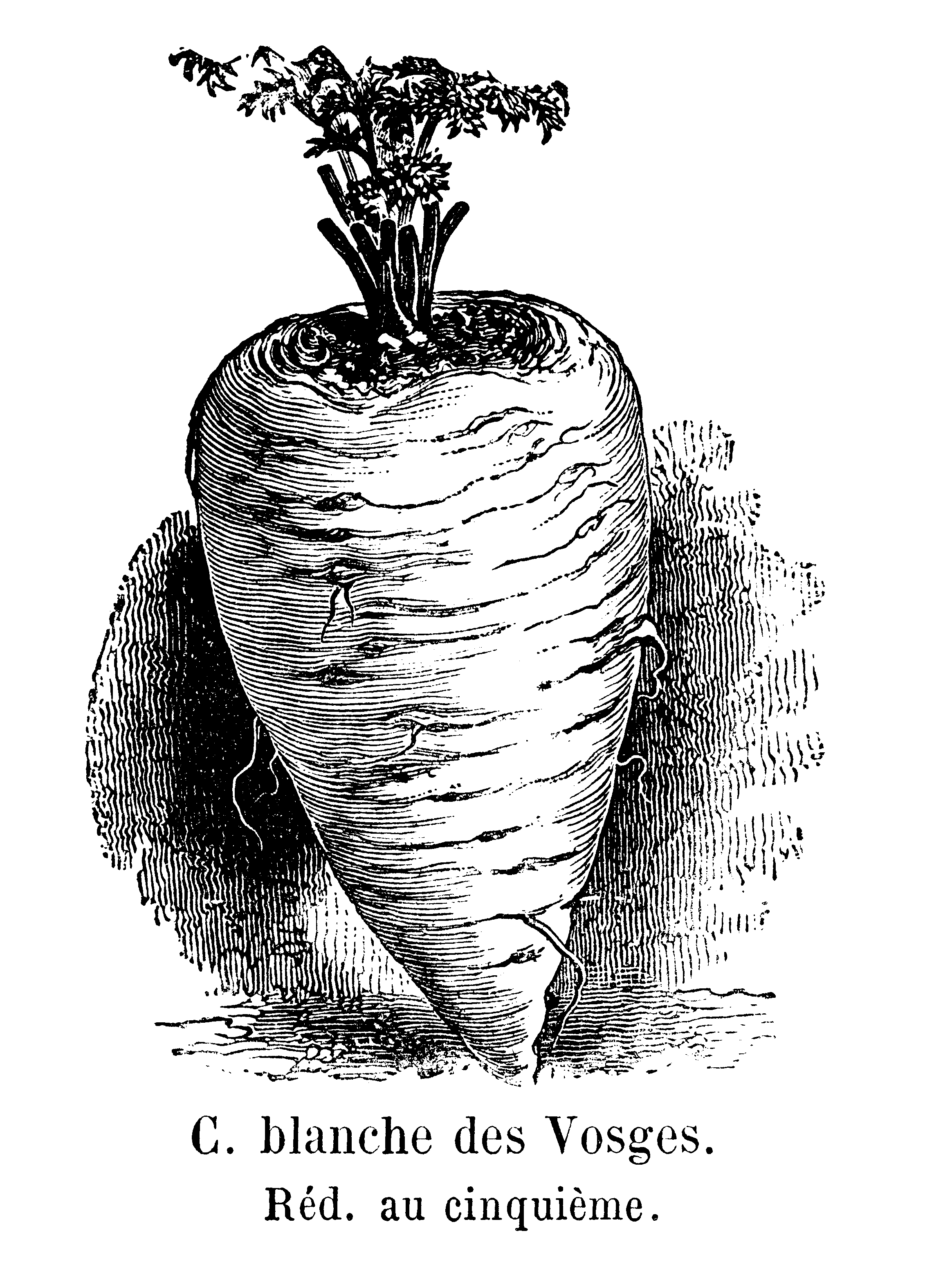
Blanche des Vosges.
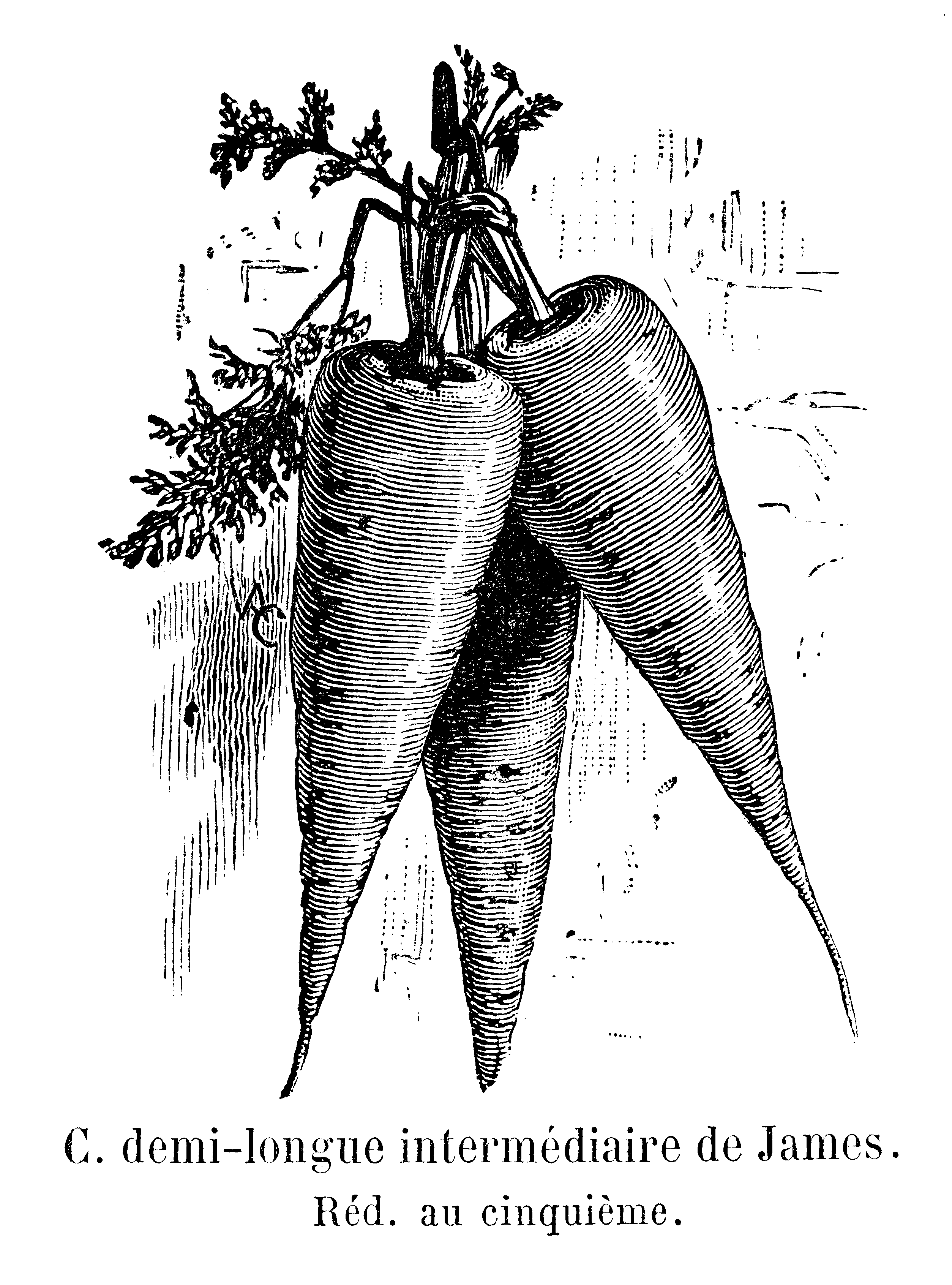
Demi-longue intermédiaire.
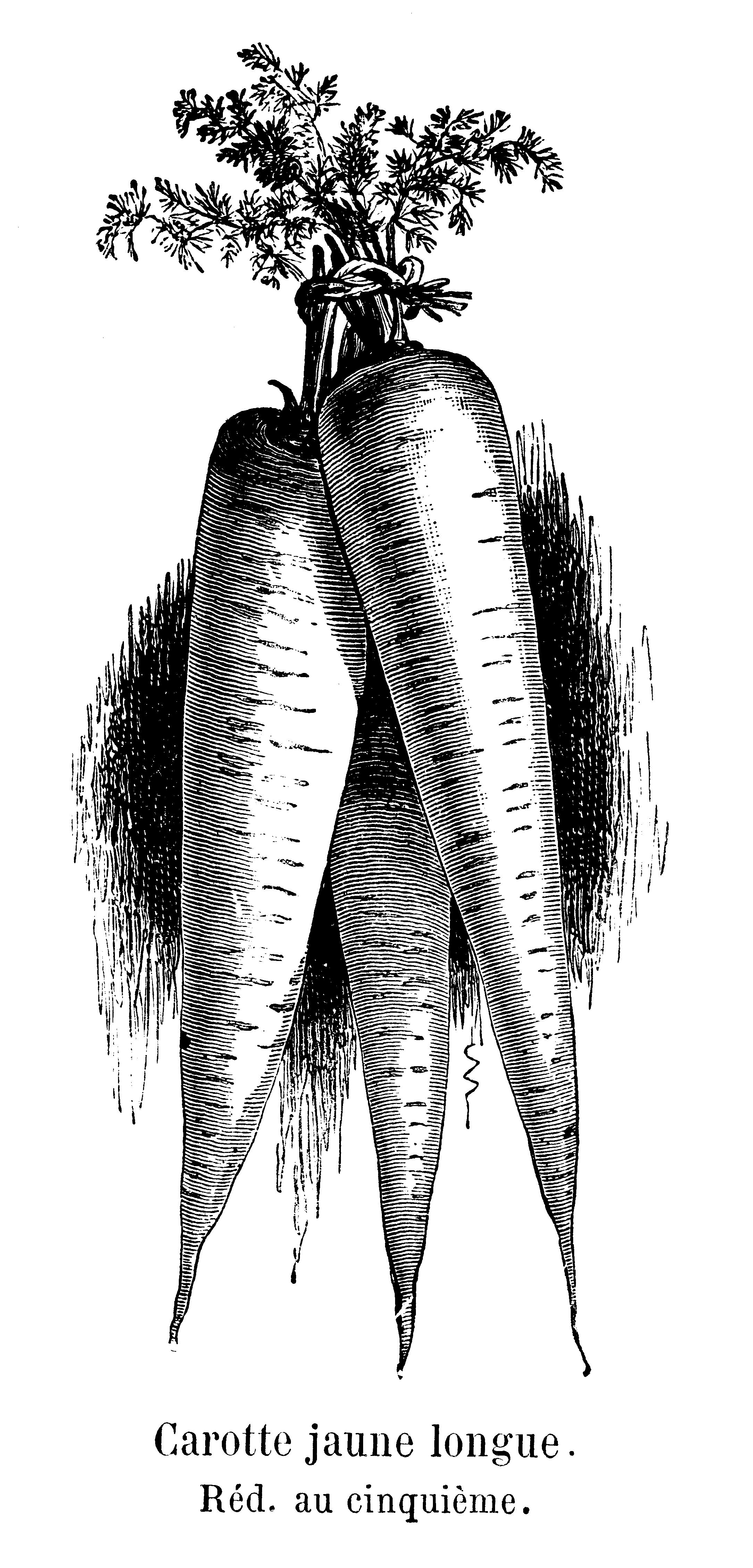
Jaune longue.
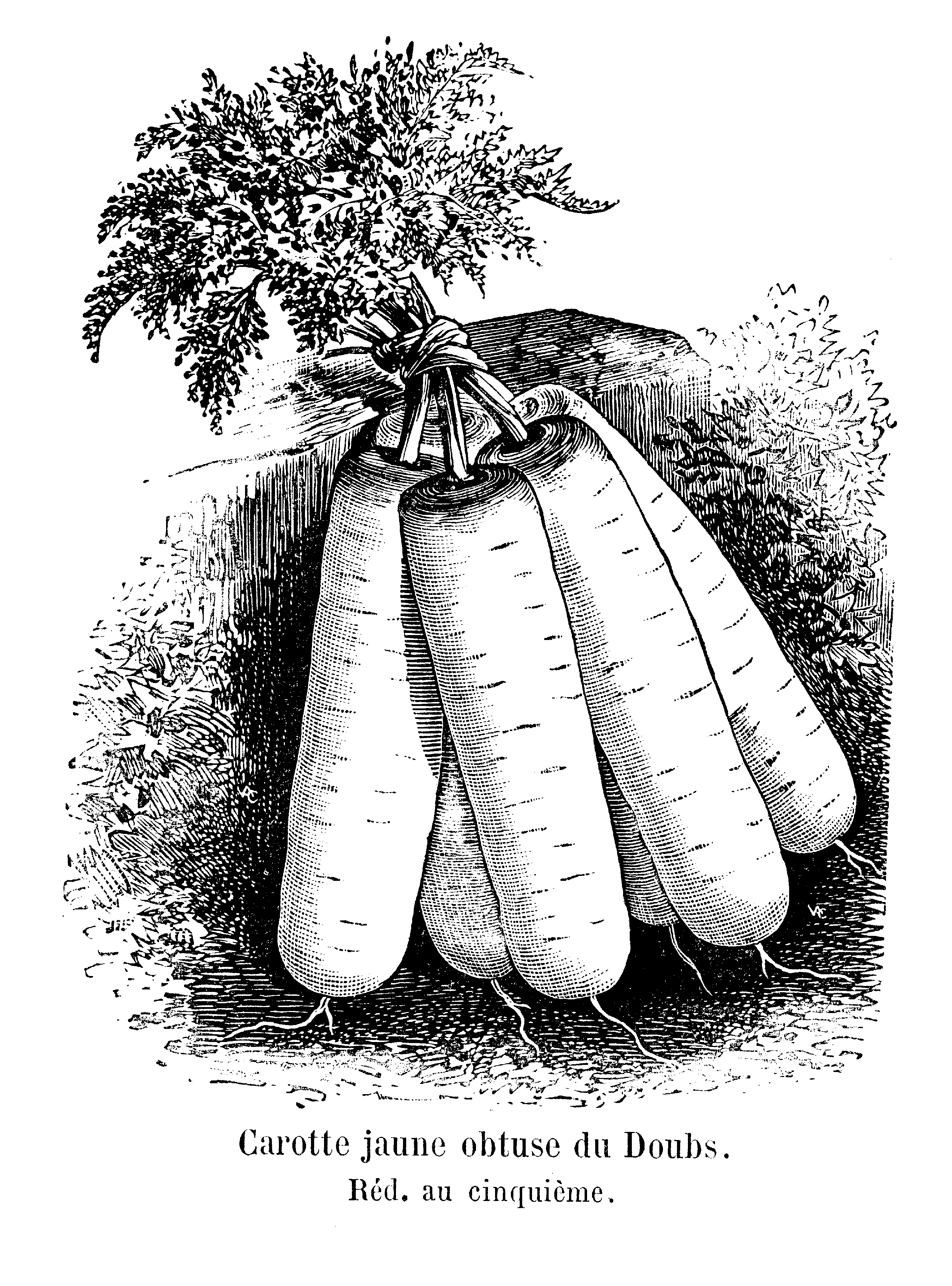
Jaune obtuse du Doubs.
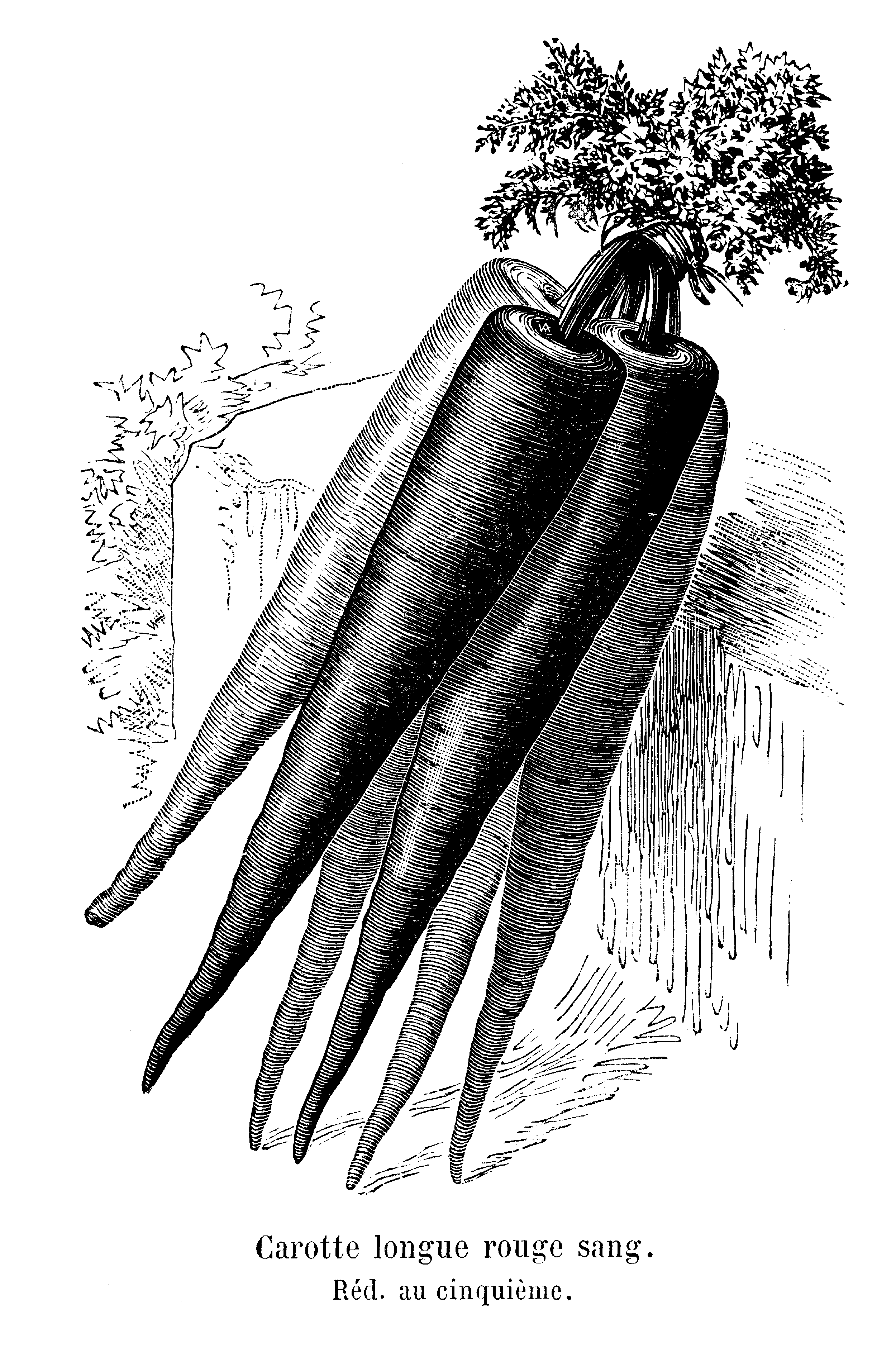
Longue rouge sang.
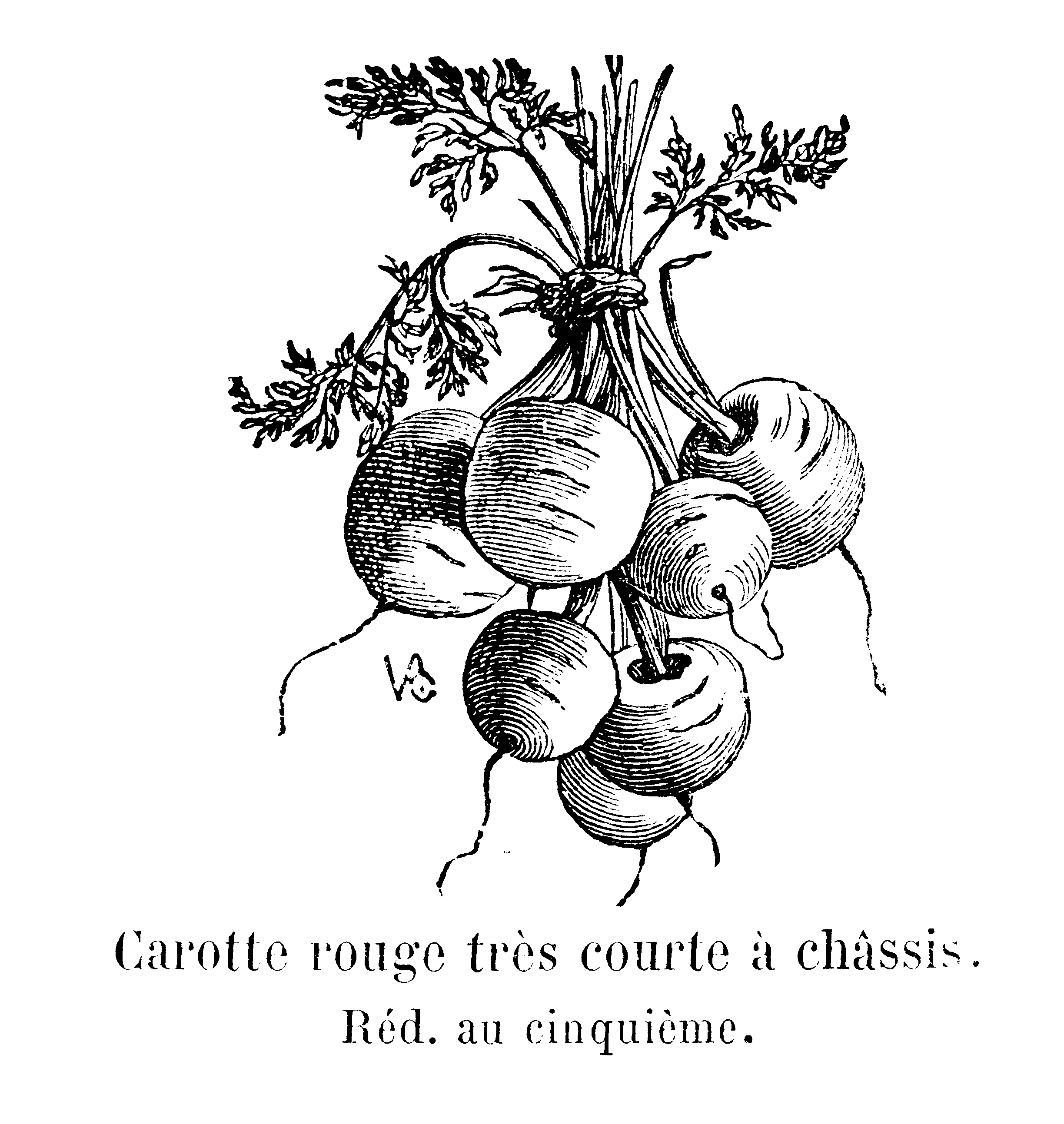
Rouge très courte à châssis.
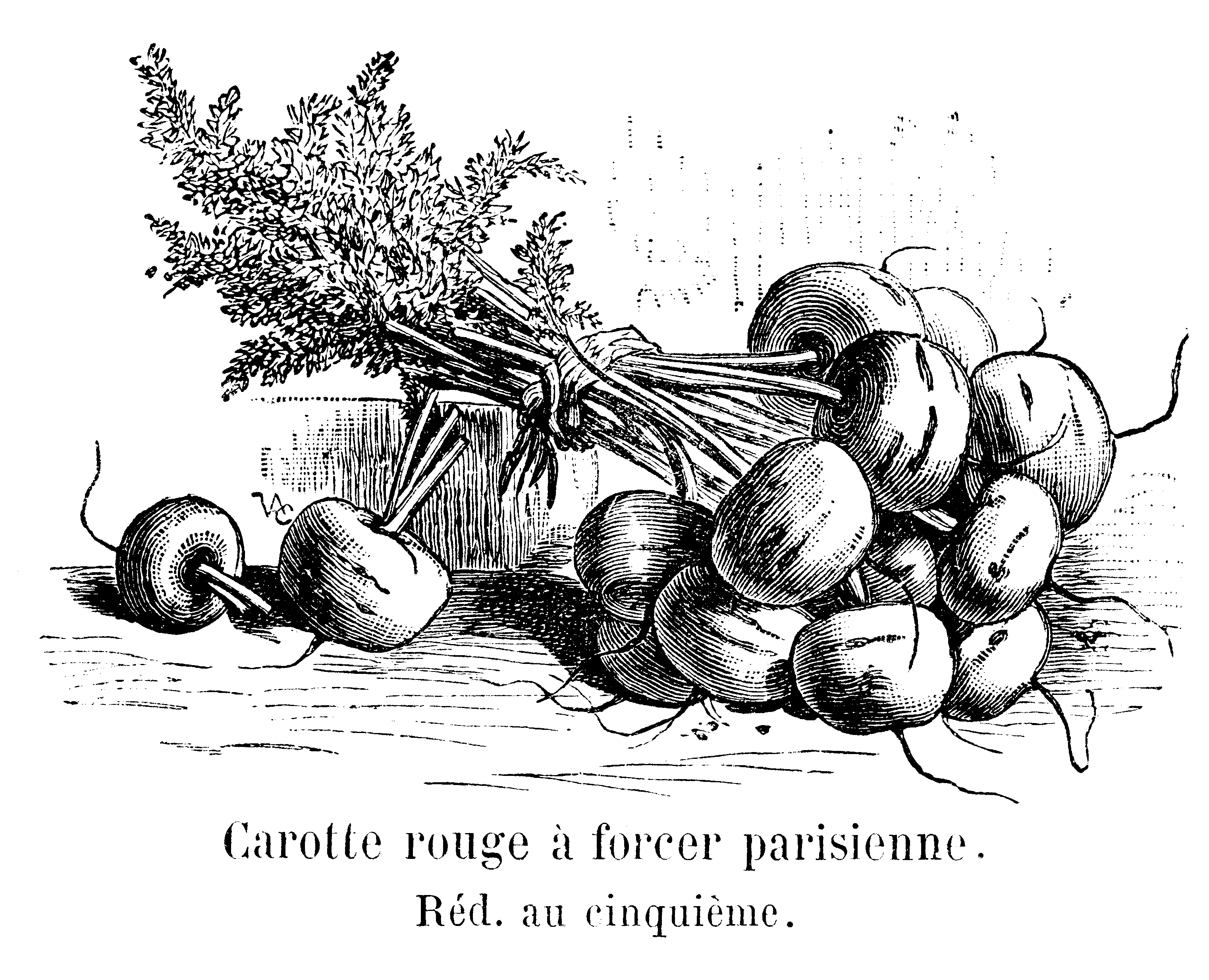
Rouge à forcer parisienne.
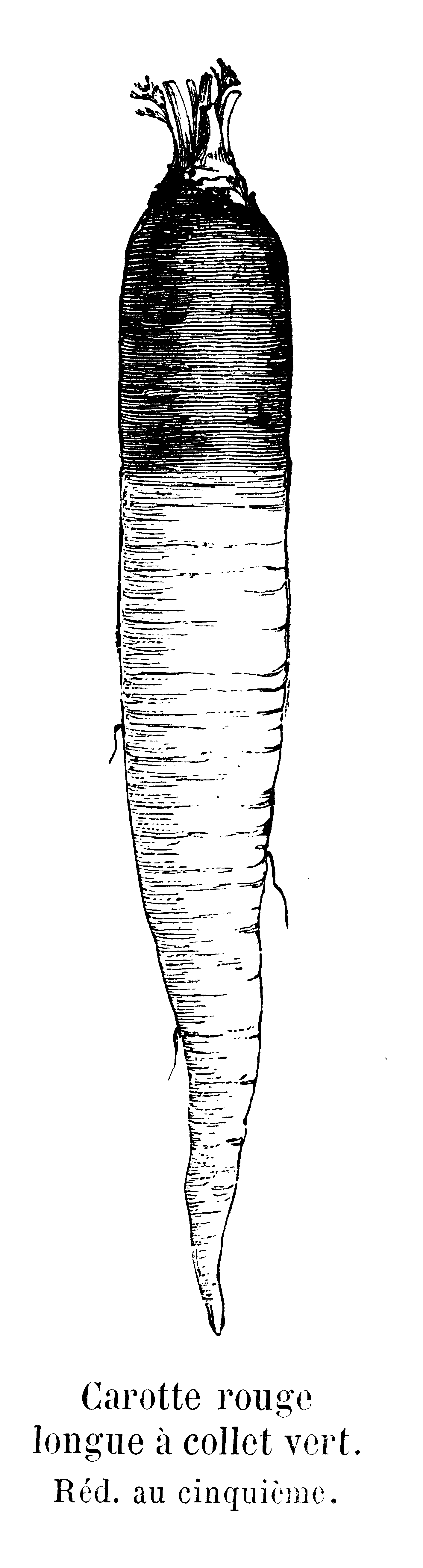
Rouge longue à collet vert.
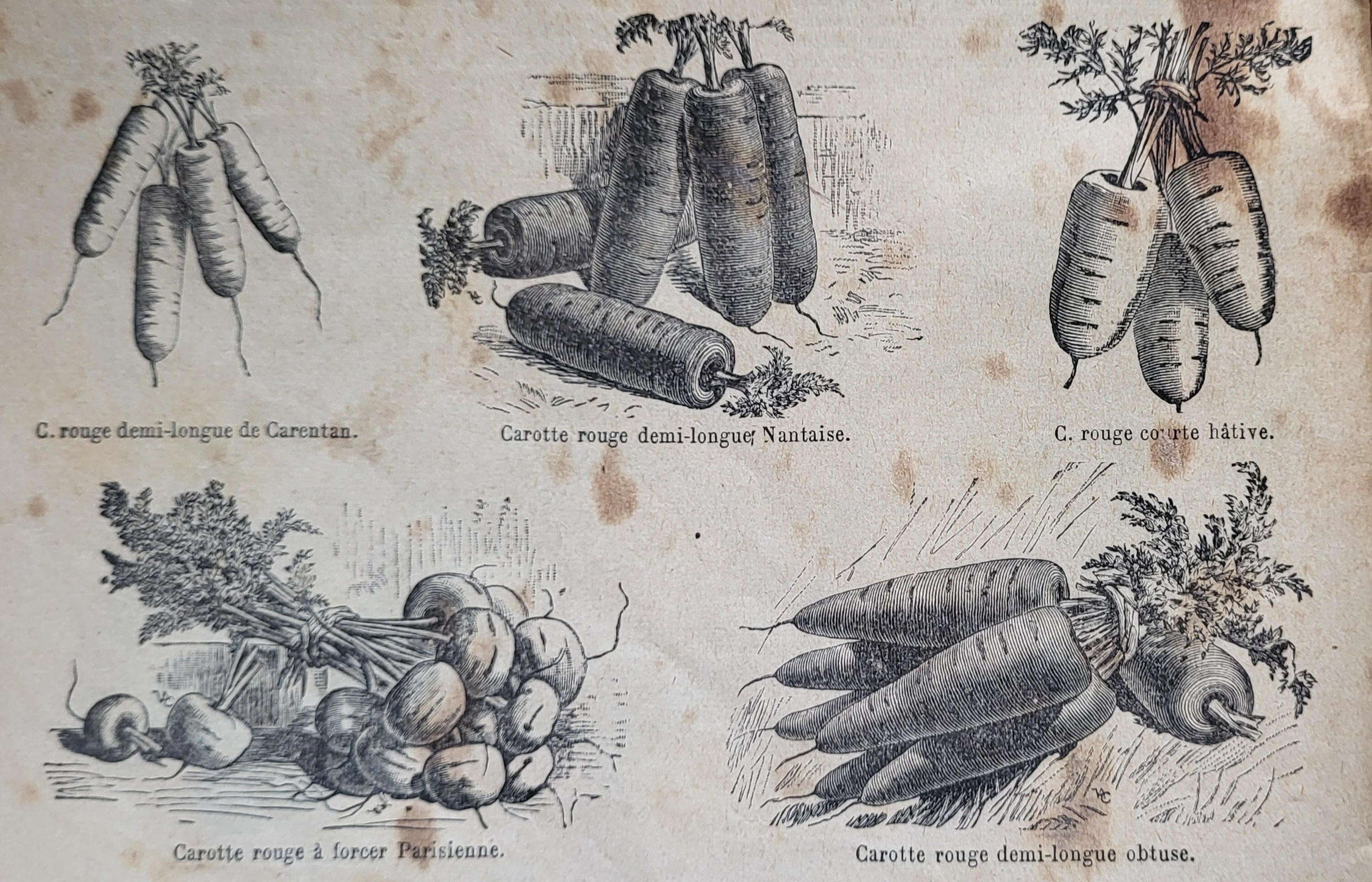
diverses variétés rouges.

Les variétés maraîchères sont cultivées comme des plantes annuelles car le jardinier s'intéresse à la racine tubérisée et non à la graine. La plupart des variétés cultivées sont de couleur orange. Il existe aussi des carottes fourragères blanches. Des variétés sont aussi de couleur jaune, rouge, violette ou noire.
- Quelques variétés potagères :
  - Blanche de Kuttingen ;
  - Chantenay à cœur rouge 2 ;
  - de Créances ;
  - de la Halle ;
  - de Carentan ;
  - de Colmar à cœur rouge 2 ;
  - de Luc ;
  - de Meaux ;
  - de Saint-Valéry ;

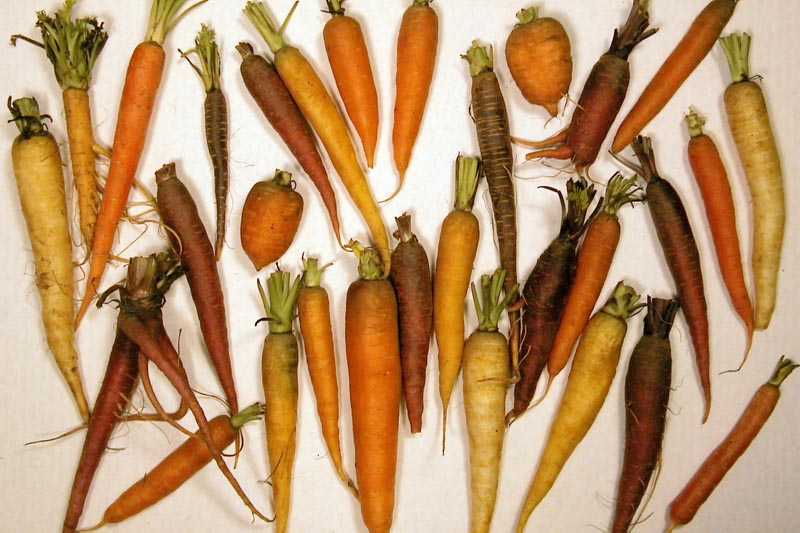
Diversité de formes et de couleurs des variétés de carottes.

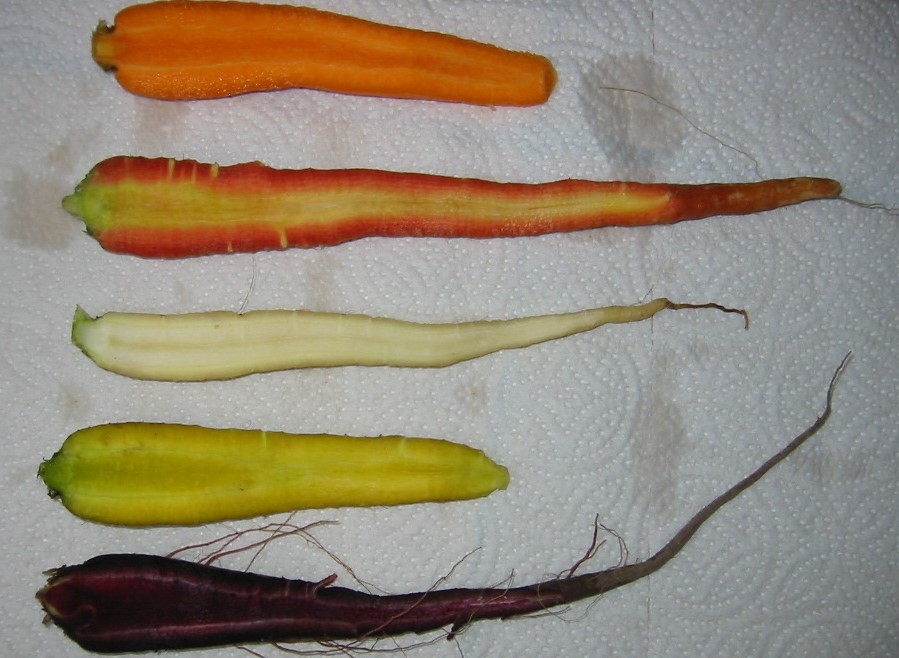
Coupes longitudinales de différentes variétés de carottes.

  - Géante de Tilques à collet vert ;
  - Longue rouge sang ;
  - Nantaise améliorée ;
  - Touchon ;
  - et de nombreuses variétés plus récentes améliorées par hybridation sur différents points, en particulier la tolérance à Alternaria dauci, telles que :
    - Boléro,
    - Maestro,
    - Soprano…
- Variétés fourragères :
  - Blanche à collet vert hors terre ;
  - Jaune du Doubs.

En 1986, de petites carottes « Baby carrot » créées par l'agriculteur californien Mike Yurosek sont commercialisées et rencontrent un grand succès notamment aux États-Unis. À l'origine, ces carottes étaient taillées dans des carottes abîmées, et donc non commercialisables.

### Ravageurs et maladies

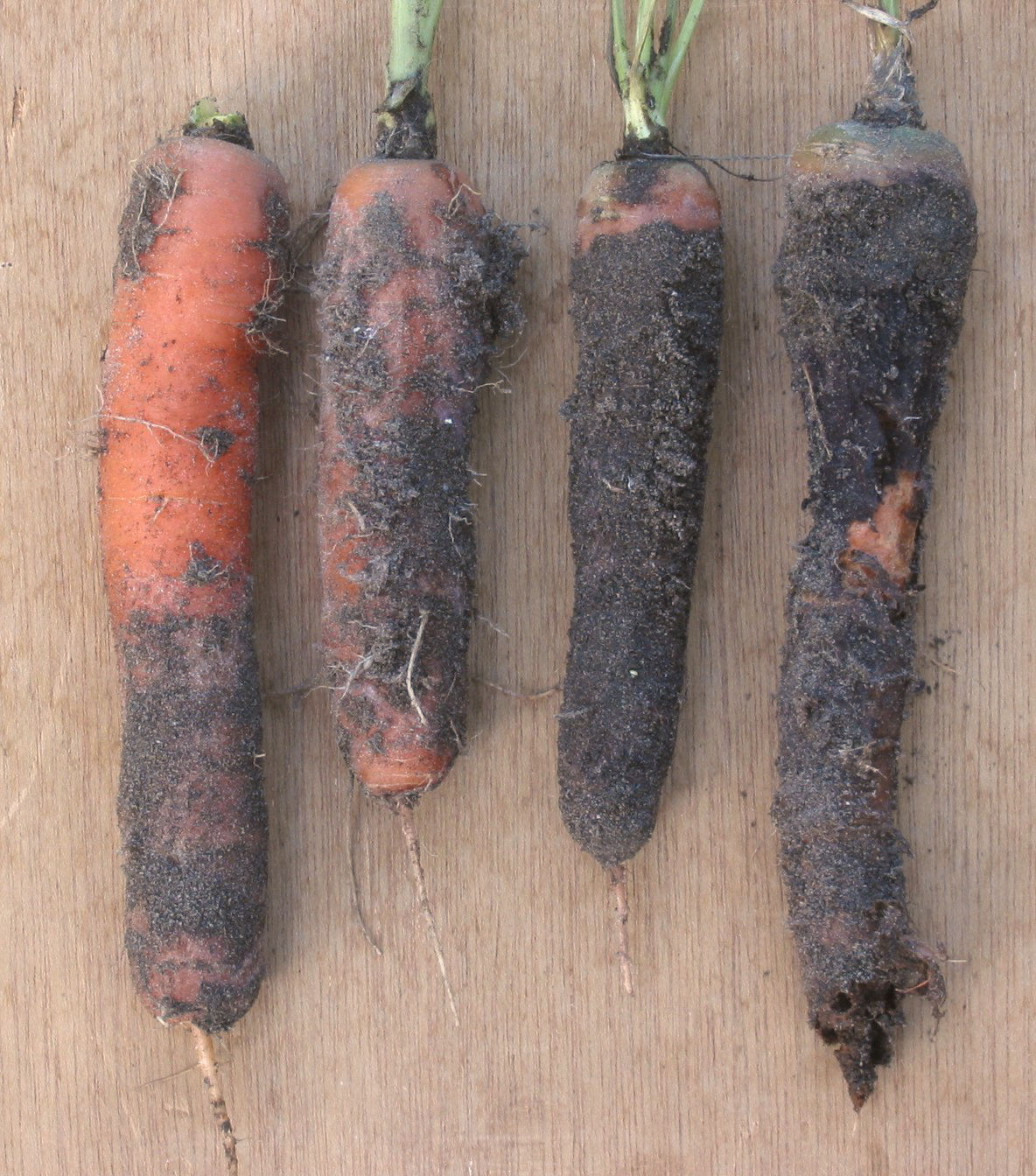
Carottes infectées par Helicobasidium brebissonii.

Les principaux ravageurs de la carotte sont les pucerons Cavariella aegopodii et Semiaphis dauci, la Mouche de la carotte, le Nématode de la carotte et le Charançon de la carotte (en Amérique du Nord). Les principales maladies foliaires sont l'oïdium, le mildiou et l'alternariose. Les maladies racinaires principales sont la fonte des semis, le rhizoctone violet, la pourriture blanche ou Sclerotinia, la maladie de la tache et la maladie de la bague.
Les maladies fongiques causées par les espèces suivantes ont été signalées : Aecidium carotinum, Alternaria brassicae, Alternaria carotae, Alternaria dauci, Alternaria porri, Alternaria tenuis, Alternaria tenuissima, Alternaria radicina, Botrytis cinerea, Centrospora acerina, Cercospora apii, Cercospora carotae, Chaetomium aureum, Chaetomium globosum, Choanephora cucurbitarum, Colletotrichum fructigenum, Corticium rolfsii, Corticium solani, Diaporthe arctii, Diaporthe picea, Drysiphe heraclei, Erysiphe heraclei, Erysiphe polygoni, Erysiphe taurica, Erysiphe umbelliferarum, Fusarium acuminatum, Fusarium avenaceum, Fusarium culmorum, Fusarium equiseti, Fusarium oxysporum, Fusarium poae, Fusarium roseum, Fusarium solani, Helicobasidium mompa, Helicobasidium purpureum, Helminthosporium apii, Heteropatella lacera, Leveillula taurica, Leveillula umbelliferarum, Macrophomina phaseoli, Macrosporium carotae, Mycosphaerella sagechioides, Myrothecium roridum, Oidiopsis taurica, Pellicularia filamentosa, Phoma rostripii, Phoma sanguinolenta, Phomopsis dauci, Phymatotrichum omnivorum, Phytophthora cactorum, Phytophthora megasperma, Plasmopara dauci, Pleospora vulgaris, Pseudoplea trifolii, Puccinia chaerophylli, Pythium bluteri, Pythium debaryanum, Pythium spinosum, Ramularia pastinacae, Rhizoctonia carotae, Rhizoctonia crocorum, Rhizoctonia microsclerotia, Rhizoctonia solani, Rhizoctonia violacea, Rhizopus nigricans, Rhizopus tritici, Sclerotinia fuckeliana, Sclerotinia libertiana, Sclerotinia sclerotiorum, Sclerotium rolfsii, Septoria apii, Septoria carotae, Sordaria fimicola, Stemphylium radicinum, Stemphylium botryosum, Trichothecium roseum, Typhula variabilis et Uromyces scirpi.
Les bactéries suivantes peuvent provoquer des maladies : Agrobacterium tumefaciens, Bacillus carotovorus, Bacillus polymyxa, Bacillus subtilis, Bacterium aroidea, Bacterium carotovorum, Erwinia aroideae, Erwinia atroseptica, Erwinia carotovora, Erwinia phytophthora, Pectobacterium carotovorum, Pseudomonas carotae, Pseudomonas marginalius et Xanthomonas carotae. Et des phytoplasmes tels que aster yellows phytoplasma sont responsables de la jaunisse de l'aster.

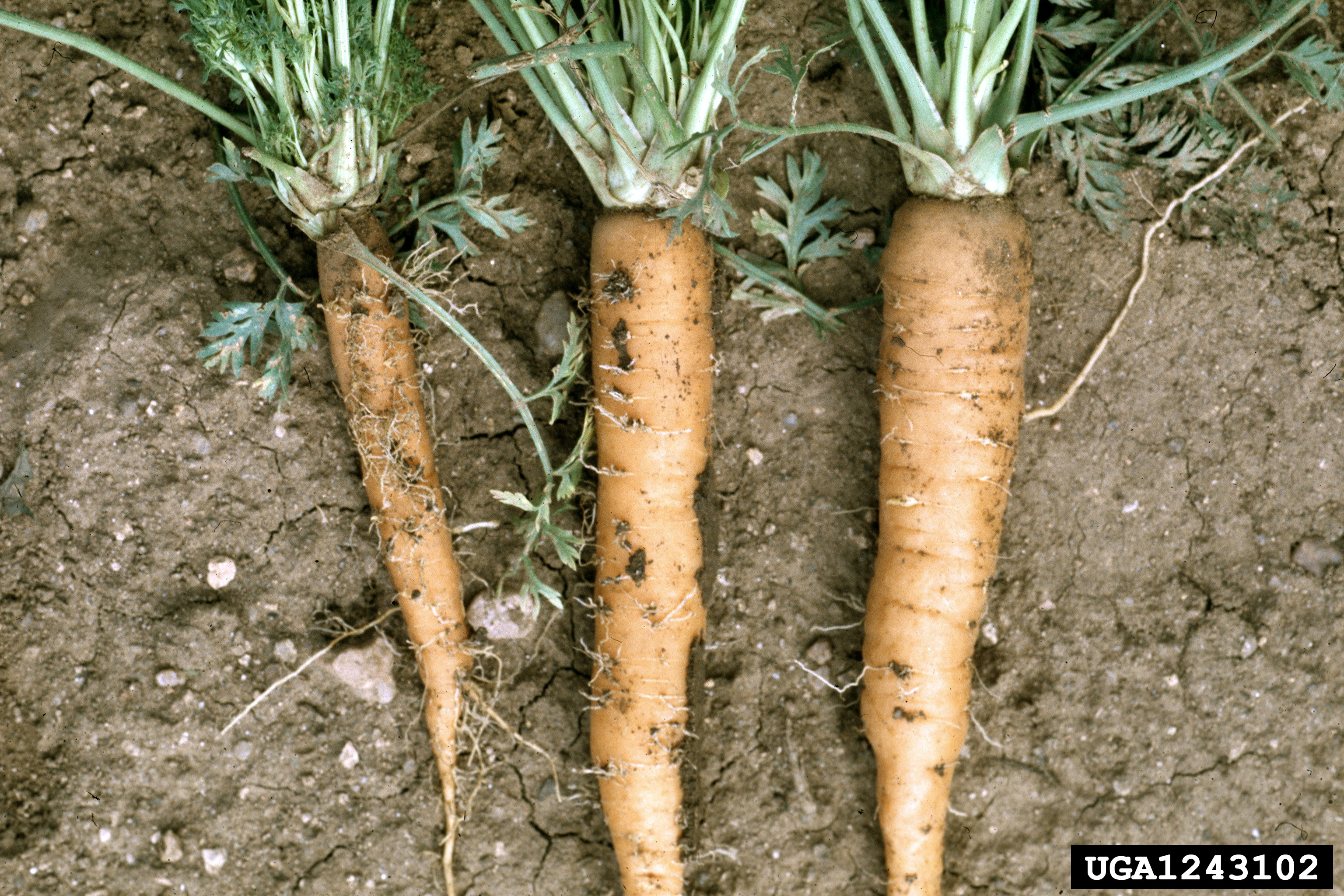
Carottes malades de la jaunisse de l'aster.

Des maladies virales sont également recensées : Argentine sunflower, mosaïque du concombre, Motley dwarf, stolbur, mosaïque du tabac et Curly top virus. La chlorose peut être causée par une carence en magnésium et les causes du cœur noir et de la gaine des racines ne sont pas connues.
Les plantes Cuscuta gronovii, Cuscuta arvensis et Orobanche mutelii sont connues pour parasiter les carottes.
Comme la plupart des cultures de racines, les carottes sont sensibles aux nématodes, dont les espèces suivantes : Belonolaimus gracilis, Ditylenchus destructor, Ditylenchus dipsaci, Helicotylenchus dihystera, Helicotylenchus pseudorobustus, Hemicycliophora similes, Hemicycliophora typica, Heterodera carotae, Hoplolaimus galeatus, Longidorus maximus, Meloidogyne arenaria, Meloidogyne hapla, Meloidogyne incognita acrita, Meloidogyne javanica, Merlinius brevidens, Nacobbus aberrans, Pratylenchus crenatus, Pratylenchus penetrans, Pratylenchus pratensis, Pratylenchus neglectus, Pratylenchus vulnus, Paratylenchus hamatus, Rotylenchulus reniformis, Rotylenchulus robustus, Rotylenchulus uniformis, Radopholus similis, Trichodorus teres et Tylenchorhynchus claytoni.

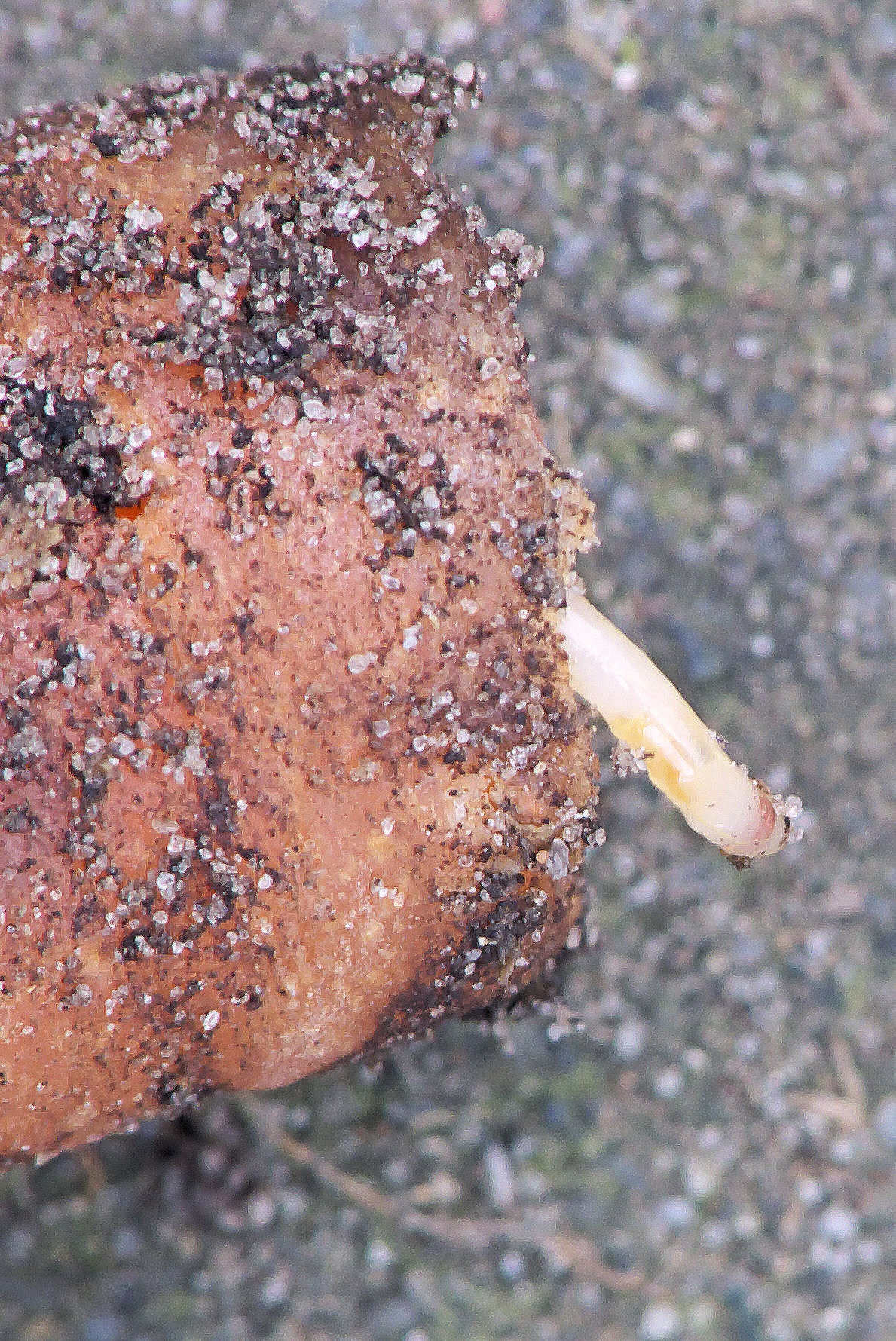
Ver de Psila rosae infectant une carotte.

De nombreuses maladies ont des insectes vecteurs, tels que les mouches Delia platura et H. radicum pour la pourriture molle bactérienne (Erwinia carotovora et Erwinia atrosseptica) et Macrosteles fascifrons pour la jaunisse de l'aster. Les autres insectes et acariens ravageurs de la carotte sont les taupins, Psila rosae, Listronotus oregonensis, Listroderes costirostris obliquus, Bothynus gibbosus, Papilio zelicaon, Agrotisipsilon, Macrosteles fascifrons, Trichoplusia ni, Syngrapha falcifera, Phyllophaga cribrosa, Aculus eurynotus, Eriophyes peucedani, Bryobia praetiosa, Tetranychus urticae, Tyrophagus dimidiatus, Kiefferia pericarpiicola, Aceria carvi, Mecaspis alternans et plusieurs pucerons, comme Semiaphis dauci et Pemphigus phenax, le plus commun étant Cavariella aegopodii. Plus de onze espèces sont impliquées dans la propagation du virus de la mosaïque du céleri occidental aux carottes. Les vrillettes, les sauterelles, les asticots de la couronne des graines et les asticots du chou peuvent être de véritables ravageurs.

## Économie et droit

### Statut juridique
Au sein de l'Union européenne, la carotte est, dans les textes réglementaires, classée comme un légume. Toutefois, un règlement précise que seuls les fruits peuvent servir de base à la confection de confitures. Pour protéger la confiture de carotte, une spécialité locale portugaise, la carotte a donc le statut juridique d'un fruit et non d'un légume pour cette utilisation.

### Production et commerce

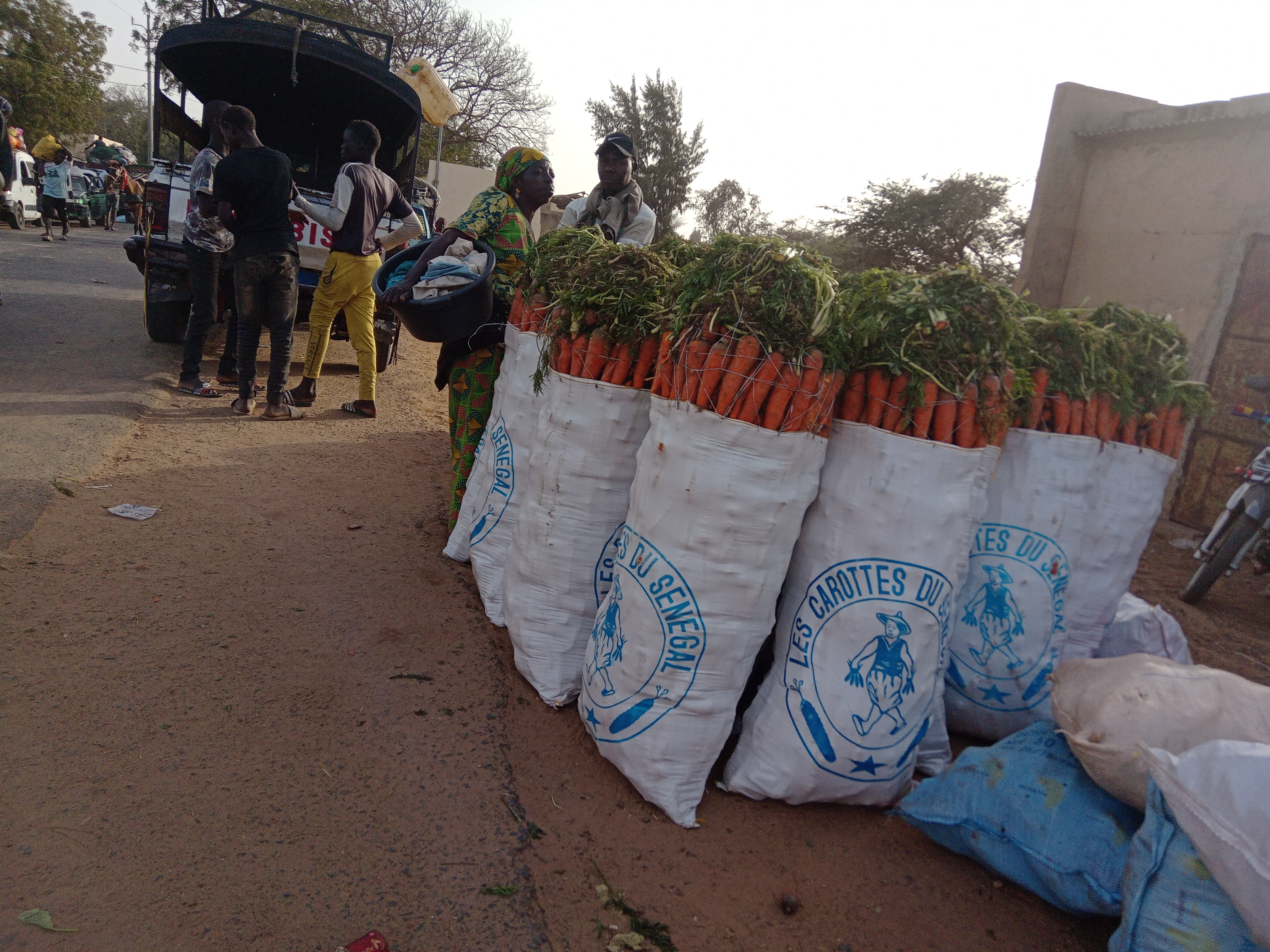
Sacs de carottes produites au Sénégal.

L'Organisation des Nations unies pour l'alimentation et l'agriculture (FAO) définit les carottes comme le produit de l'espèce Daucus carota. Les statistiques relatives au commerce mondial peuvent inclure les navets (Brassica rapa var. rapifera). La production mondiale est en progression constante et a augmenté d'un facteur 6 durant le dernier demi-siècle. Cette croissance a été obtenue par le triplement des surfaces agricoles dévolues à la culture du légume et par le doublement des rendements.
La Chine est depuis longtemps le numéro un mondial de la carotte, assurant près de la moitié de la production annuelle de la planète. Le légume est aussi le principal produit agricole d'exportation du pays. Les cultures sont concentrées sur quatre régions, qui alternent leurs périodes de récolte afin d'approvisionner le marché national tout au long de l'année. Les carottes du Fujian sont ainsi produites entre janvier et avril, puis cèdent leur place à celles du Shandong entre mai et juin ; le Hebei prend ensuite le relai d'août à octobre, et la Mongolie intérieure termine l'année en récoltant ses produits d'octobre à décembre.
| Données de FAOSTAT | 2009       | 2009    | 2009 | 2019       | 2019    | 2019 |
| État               | Valeur     | %       | Rang | Valeur     | %       | Rang |
| ------------------ | ---------- | ------- | ---- | ---------- | ------- | ---- |
| Chine              | 15 168 351 | 43,8 %  | 1    | 21 482 971 | 47,9 %  | 1    |
| Ouzbékistan        | 1 228 700  | 3,5 %   | 4    | 2 769 613  | 6,2 %   | 2    |
| États-Unis         | 1 326 830  | 3,8 %   | 3    | 2 259 000  | 5,0 %   | 3    |
| Russie             | 1 518 647  | 4,4 %   | 2    | 1 558 866  | 3,5 %   | 4    |
| Ukraine            | 686 400    | 2,0 %   | 7    | 869 450    | 1,9 %   | 5    |
| Royaume-Uni        | 718 700    | 2,1 %   | 6    | 830 259    | 1,9 %   | 6    |
| Allemagne          | 570 239    | 1,6 %   | 11   | 791 110    | 1,8 %   | 7    |
| Indonésie          | 358 014    | 1,0 %   | 22   | 698 880    | 1,6 %   | 8    |
| Pologne            | 913 304    | 2,6 %   | 5    | 678 300    | 1,5 %   | 9    |
| Turquie            | 595 415    | 1,7 %   | 10   | 666 270    | 1,5 %   | 10   |
| Pays-Bas           | 561 000    | 1,6 %   | 12   | 615 830    | 1,4 %   | 11   |
| Kazakhstan         | 321 530    | 0,9 %   | 24   | 604 258    | 1,3 %   | 12   |
| Japon              | 650 100    | 1,9 %   | 8    | 588 362    | 1,3 %   | 13   |
| France             | 621 782    | 1,8 %   | 9    | 534 240    | 1,2 %   | 14   |
| Pakistan           | 511 131    | 1,5 %   | 14   | 504 425    | 1,1 %   | 15   |
| Reste du monde     | 8 900 483  | 25,7 %  |      | 9 414 371  | 21,0 %  |      |
| Total              | 34 650 626 | 100,0 % |      | 44 866 205 | 100,0 % |      |

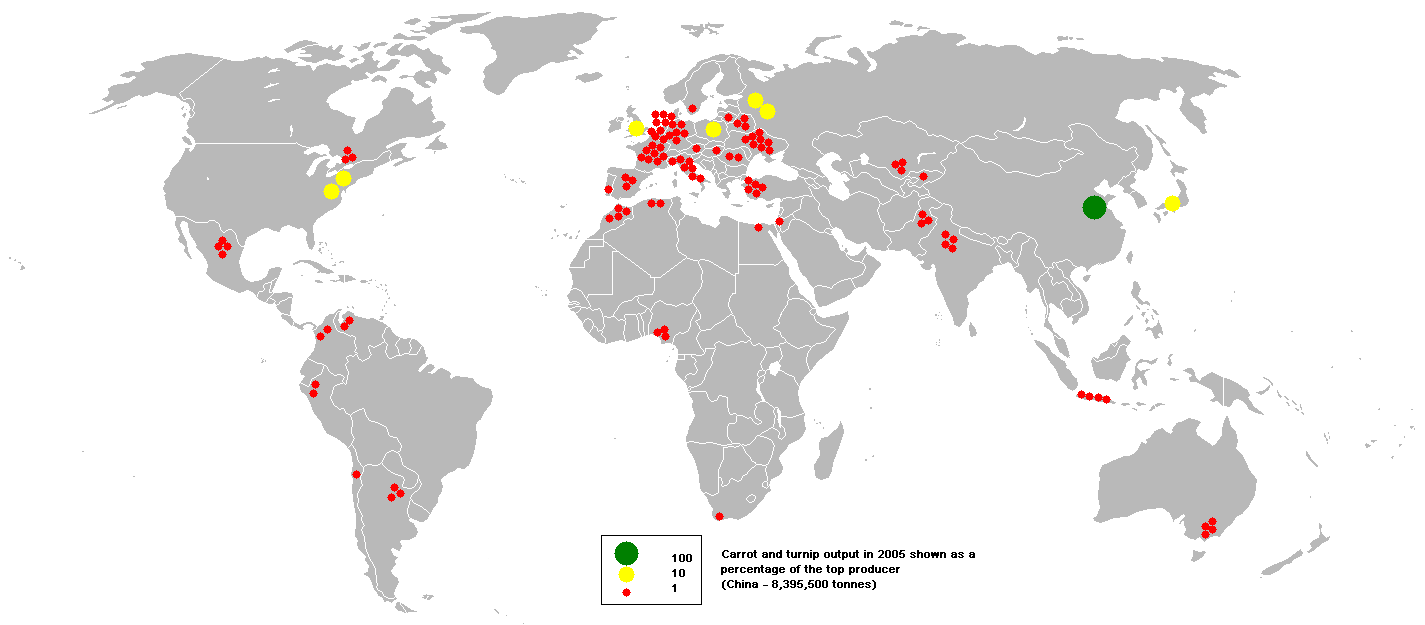
Carte de la production mondiale (carottes & navets)
(en % du 1er producteur mondial :
Chine avec 8935500 tonnes)
Données FAO pour l'année 2005 - (18 juin 2007).

Les autres pays se situent très loin derrière le géant asiatique. Les États-Unis sont historiquement un grand producteur de la racine, qui est principalement cultivée en Californie (environ 85 % de la production nationale). La majorité des récoltes servent cependant le marché intérieur, car le pays exporte peu : 6.3 % de la production en 2015. Il importe en revanche plus de 400 millions de livres par année, principalement du Mexique et du Canada. En Europe, l'Ukraine est devenue depuis 2011 le premier producteur du continent, passant ainsi devant la Pologne et le Royaume-Uni, qui dominaient historiquement le marché. En France, la production était de 559 472 tonnes en 2017. Cette même année, la surface cultivée était de 12 507 hectares, soit un rendement de 44,7 tonnes par hectare. Les principaux départements producteurs sont les Landes, la Manche, la Gironde, la Marne, le Pas-de-Calais. 86 588 tonnes sont exportées et 154 676 sont importées[réf. souhaitée].

## Usage alimentaire

### Propriétés nutritives
L'apport énergétique de la carotte crue est de 40 kilocalories par 100 g.
Elle contient 88,1 % d'eau, 2,7 % de fibres, 0,98 % de protéines, 0,4% d'amidon, 0,20 % de lipides et jusqu'à 4,8 % de sucre.
Les carottes sont très riches en bêta-carotène (provitamine A) avec 1 382 µg d'équivalent vitamine A (soit 13 817 UI) pour 100 g de carottes crues.
La teneur moyenne en vitamine C est relativement faible (7 mg pour 100 g). Elle contient aussi toutes les vitamines du groupe B sauf la B12.
Les minéraux apportés sont très nombreux, en particulier le calcium, le magnésium, le potassium et le fer. La teneur en fibres alimentaires est importante, avec répartition presque égale entre fibres hydrosolubles (1 742 mg) et fibres non hydrosolubles (1 889 mg).
L'absorption d'une décoction de fanes de carottes (une poignée pour deux verres d'eau) est un remède de grand-mère pour guérir les aphtes.

### Recettes de cuisine
Les carottes sont souvent consommées crues, en jus, râpées, en salade, seules ou en association avec d'autres légumes comme le céleri-rave ou la betterave. Cuites, elles entrent dans la composition de potées, de soupes, de purées. Coupées en rondelles, elles accompagnent les plats en sauce. Elles peuvent être aussi consommées seules, cuites à la vapeur ou à l'étouffée (carottes Vichy). Enfin, on peut en faire des gâteaux ou du jus.
Les fanes, également appelées échevis en Suisse romande, sont parfois consommées en soupe, et on tire de l'huile essentielle des graines.
Les carottes se vendent sous différentes formes : racines fraîches dans les marchés ou supermarchés, carottes râpées en sachet (« quatrième gamme »), ou bien en conserve (appertisées) ou surgelées.

Exemples de recettes avec des carottes
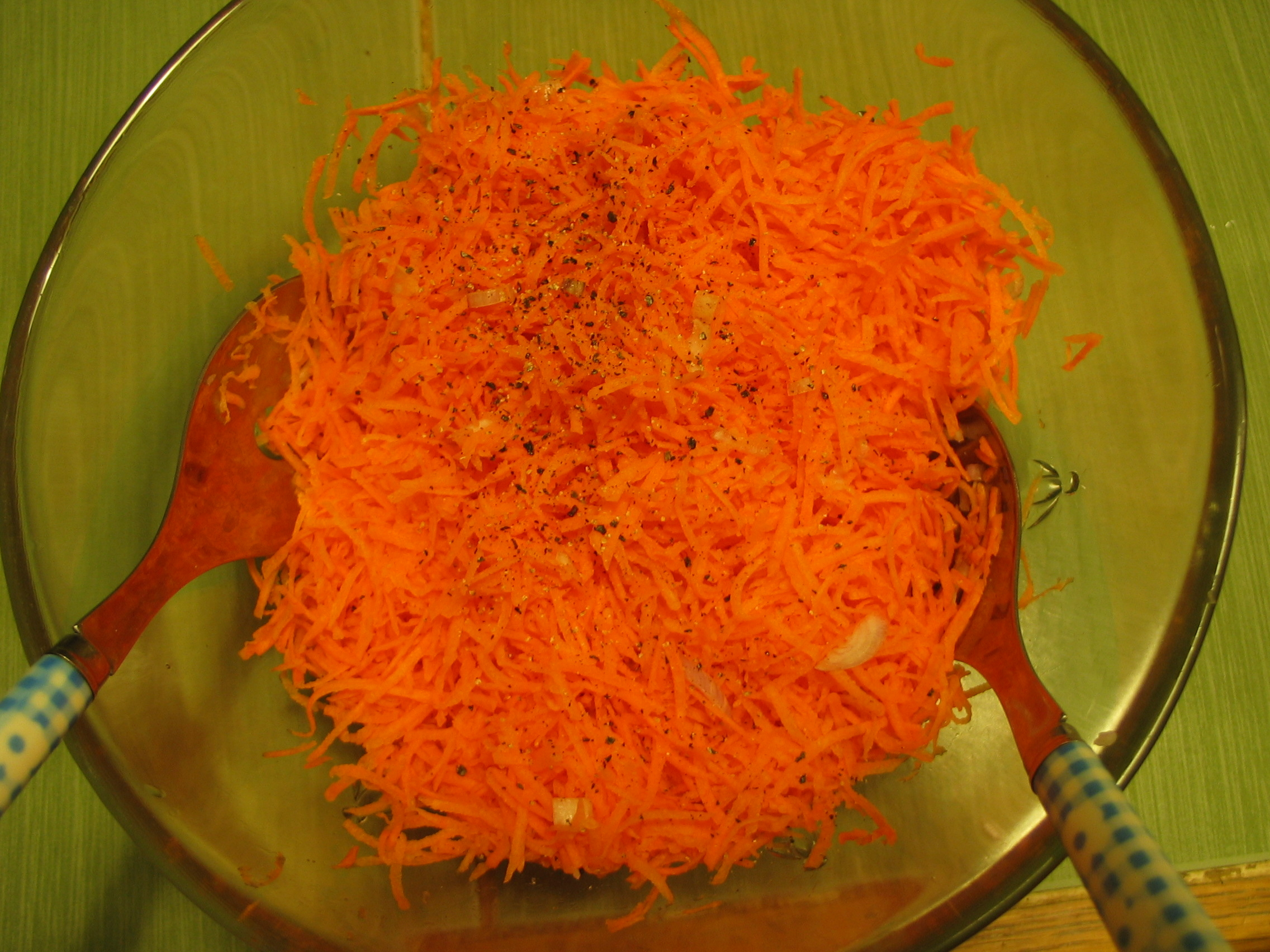
Préparation de carottes râpées.
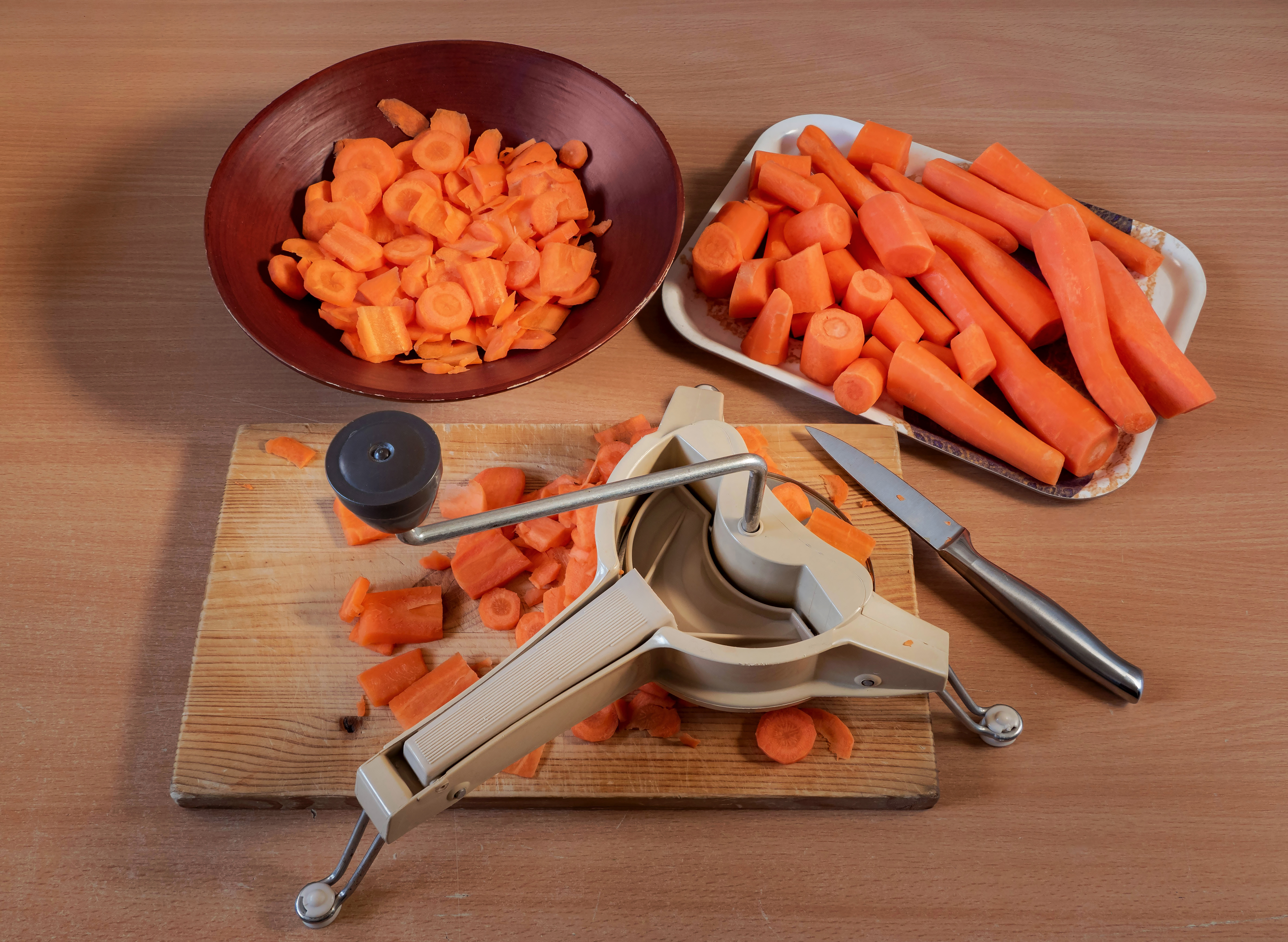
Préparation de carottes utilisant notamment un découpeur Moulinex.
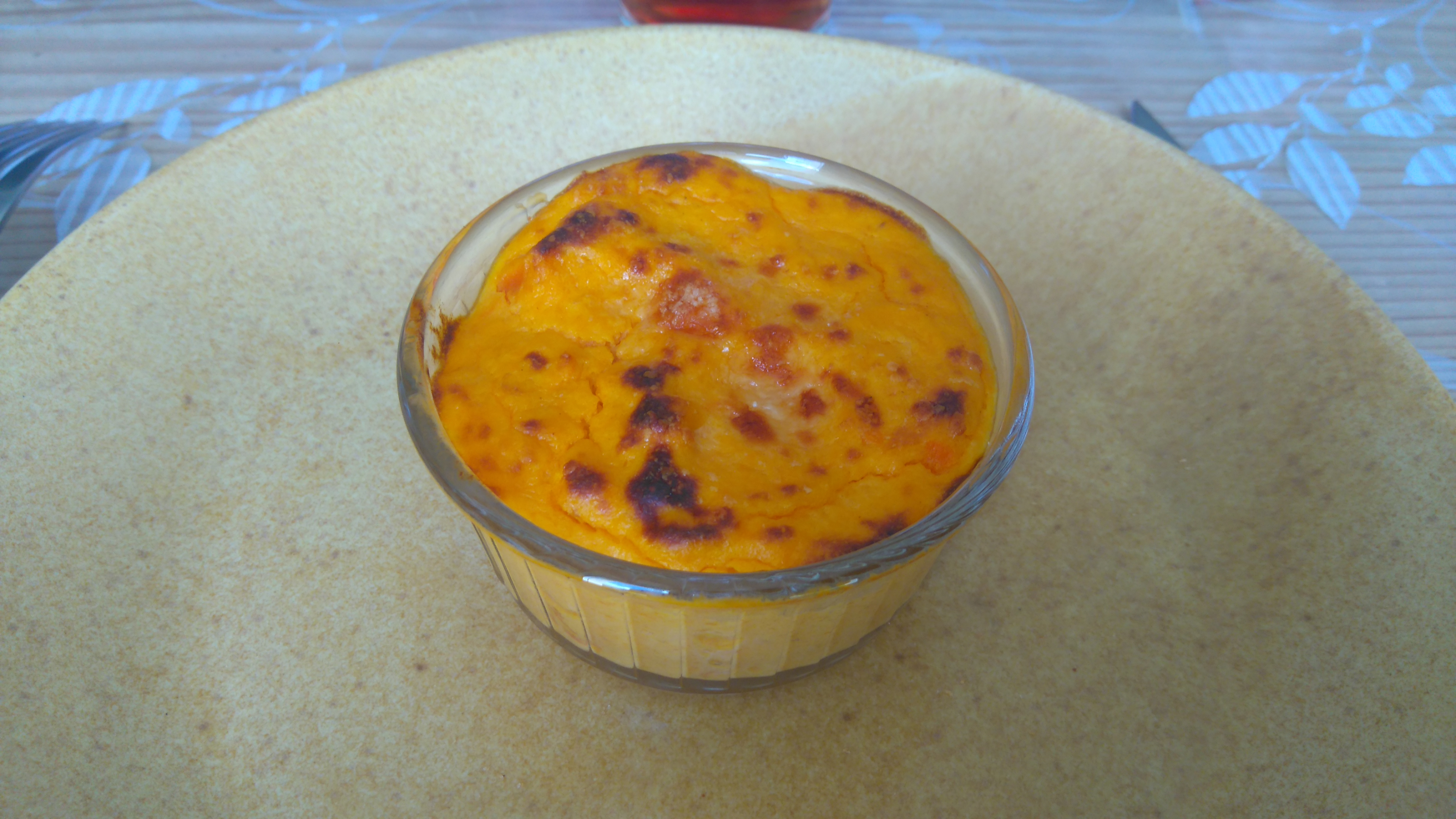
Flan de carottes.
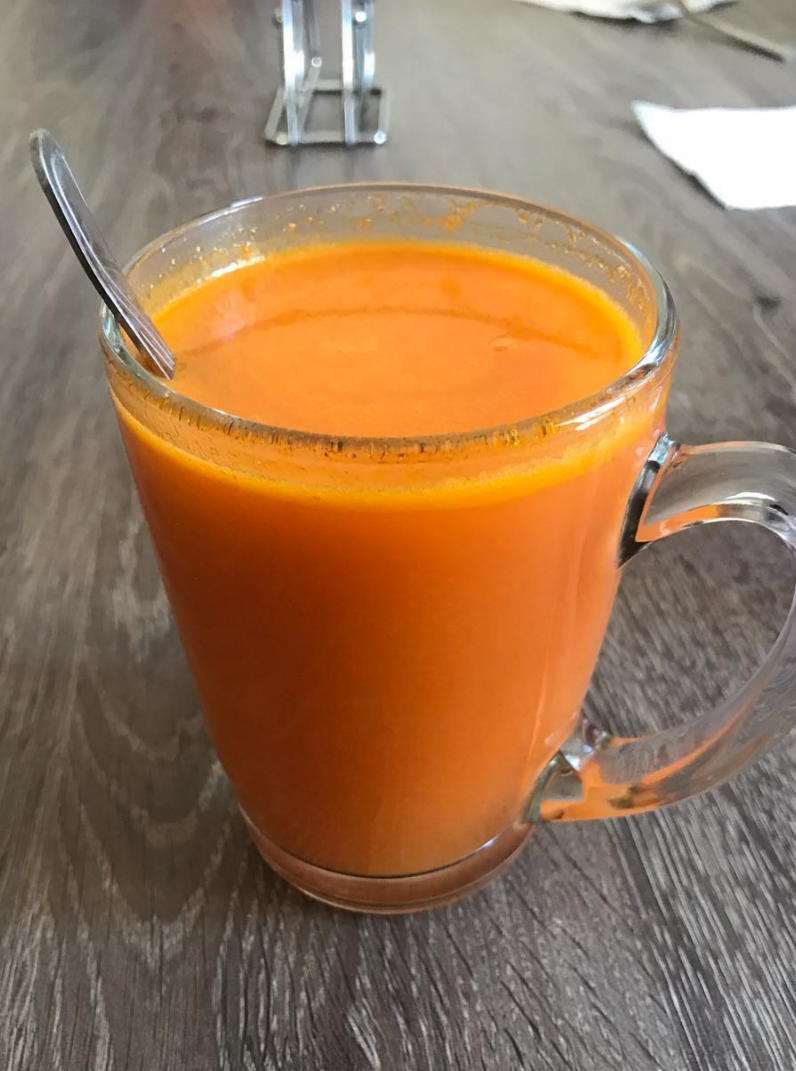
Jus de carottes.

Voici une liste indicative et non exhaustive de recettes de cuisine dont l'un des ingrédients principaux est la carotte :
- Bœuf carottes ;
- Carottes au four ;
- Carottes râpées ;
- Carottes vichy ;
- Flan de carottes ;
- Halwa (en) de carottes (dessert indien) ;
- Jus de carotte (et pulpe de carotte après extraction du jus) ;
- Stoemp de carotte.

- Gâteau aux carottes (Carrot Cake).

### Vertus alimentaires
En dehors des antioxydants, anti-inflammatoires, carotène et vitamines qu'elle renferme, la carotte a longtemps bénéficié d'une légendaire efficacité sur la vue humaine. La sagesse populaire attribue aux carottes de nombreuses vertus, notamment de « rendre aimable » et de « donner les fesses roses ».

Affiche américaine datant de 1941, encourageant à consommer des carottes.

L'histoire évoque le cas des pilotes de la Royal Air Force lesquels, durant la Seconde Guerre mondiale, prenaient régulièrement des carottes pour améliorer leur vision nocturne. Une théorie raconte que cette propagande militaire britannique avait mis l'accent sur la consommation de carottes pour dissimuler l'utilisation de radars embarqués sur les avions chasseurs de nuit. Insister sur l'amélioration de la vision nocturne des pilotes pour expliquer leur bon taux d'interception des avions ennemis aurait permis de ne pas faire soupçonner l'existence des radars embarqués,. Mais cette théorie ne semble pas crédible, car, même si le gouvernement britannique encourageait la consommation de carotte en vantant ses mérites concernant la vision nocturne, aucune archive officielle prouvant la volonté de dissimuler l'existence de radars embarqués par une campagne de propagande alimentaire de la part du gouvernement britannique n'a été trouvée à ce jour.
Une importante étude américaine publiée en 2001 a démontré le bénéfice d'une alimentation comprenant des hautes doses de zinc, de bêta-carotène (provitamine A) et de vitamines C et E sur la progression de la dégénérescence maculaire liée à l'âge, en comparant sur plus de 6 ans les avancées de la maladie sur les patients recevant l'alimentation par rapport à ceux recevant le placebo. Mais vu la teneur de la carotte en provitamine A et vitamine C (de l'ordre de quelques milligrammes), ainsi que celle en vitamine E et zinc (de l'ordre de moins d'un milligramme), comparée à la teneur de la supplémentation lors de l'étude (de l'ordre de la centaine de milligrammes), il faudrait consommer de très grosses quantités de carottes pour pouvoir observer un effet sur cette maladie.
La carotte possède de nombreuses propriétés médicinales. Elle permet d'améliorer le teint grâce au bêta-carotène (provitamine A) plus généralement appelée carotène. Cette substance donne un effet de pigmentation de la peau semblable au bronzage.

## Autres usages
Les carottes rôties peuvent servir de succédané au café. Les feuilles sont consommées par les hommes à Java. Les Britanniques fabriquent du vin à partir de la carotte.
L'huile de carotte s'utilise comme condiment alimentaire et dans la parfumerie. Mélangée à l'huile de cèdre, c'est une bonne imitation de l'orris. Le sirop de carotte s'utilise parfois comme édulcorant. Certaines liqueurs françaises[Lesquelles ?] contiennent de la teinture alcoolisée de graines de carotte.
La racine de la carotte est parfois utilisée comme fourrage. Les fanes, nourrissantes, peuvent être également données aux vaches laitières, mais le goût de leur lait peut s'en trouver altéré.
Le carotte est également une plante mellifère. Les abeilles qui butinent les carottes produisent beaucoup de miel, qui est cependant d'une qualité moyenne. Un cultivar de carotte nommé 'Dara' est cultivé comme plante ornementale, pour ses fleurs décoratives.

## Dans la culture populaire
- La carotte désigne en France l'enseigne des débitants de tabac, en forme de losange étiré rouge ou orange foncé, qui évoque l'emballage originel sous forme de ballots de feuilles de tabac ficelés et élimés au bout, les faisant ressembler à une carotte. Cette enseigne est une obligation légale depuis 1906.
- Le nom de naissance de Son Goku, héros des mangas Dragon Ball, est Kakarot (カカロット, Kakarotto), il porte la plupart du temps un vêtement orange.
- La carotte est l'aliment typique du lapin, notamment de Bugs Bunny.

## Expressions
Le terme de carotte est employé dans les expressions courantes suivantes :
- « Poil de carotte », désignation affective (ou parfois déplaisante) d'une personne ayant les cheveux roux en rapport avec le surnom d'un personnage du roman de même nom Poil de carotte, de Jules Renard.
- « une carotte, carotter », nom, verbe argotiques ; parfois utilisés pour désigner une extorsion ou un vol. Exemple : « J'me suis encore fait carotter ma mob'. »
- « La carotte », mot d'argot chez les musiciens pour désigner un saxophone soprano.
- « La carotte et le bâton », expression faisant référence aux deux moyens de faire avancer un âne, animal entêté, en lui faisant miroiter une récompense (la carotte étant accrochée à une perche sur lui, l'animal avançant sans jamais pouvoir l'attraper) ou par la force. D'où également les expressions « tendre une carotte » : donner à quelqu'un l'intérêt de faire quelque chose ou « marcher à la carotte » : ne faire quelque chose qu'en échange d'un avantage.
- « Les carottes sont cuites » signifie que la situation est quasiment désespérée[68]. Au XVIIe siècle les carottes, bon marché, sont les légumes du pauvre. Certains ne vivaient alors « que de carottes », c'est-à-dire très pauvrement. Ce n'est qu'au XIXe siècle que les « carottes cuites » prennent un tour plus désespéré encore. On disait en effet d'un mourant que ses « carottes étaient cuites » et cette expression est restée bien que son sens soit aujourd'hui beaucoup moins dramatique. Cette expression fut aussi un code sur Radio Londres. L'origine — mal connue — pourrait aussi être une allusion à l'impuissance masculine, puisque lorsque les carottes sont cuites elles perdent leur rigidité.
- « Les carottes donnent les fesses roses », expression populaire[58]. Certains prétendent que ce ne sont pas les fesses qui deviennent roses mais les cuisses[69],[70].
- « Manger des carottes rend aimable », expression populaire utilisée par les parents désireux de faire manger des carottes à leurs enfants. Elle ferait une analogie avec la situation où on donne une carotte à un âne pour le faire avancer et ainsi le rendre plus conciliant, plus « aimable ». Une autre version privilégie les bienfaits de la carotte pour lutter contre les affections du foie[57].

## Symbolique
La carotte voit son nom attribué au 7e jour du mois de vendémiaire du calendrier républicain ou révolutionnaire français, généralement chaque 28 septembre du calendrier grégorien.